# Trylogia o muszkieterach
Trylogia o muszkieterach – trylogia Aleksandra Dumasa publikowana w latach 1844-1850. Cykl składa się z trzech powieści:
- Trzej muszkieterowie (1844, Les trois mousquetaires, wyd. polskie 1846)
- Dwadzieścia lat później (1845, Vingt ans après, 1846)
- Wicehrabia de Bragelonne (1848-1850, Le vicomte de Bragelonne, wyd. polskie 1849)

## Treść
Akcja rozgrywa się głównie we Francji, w latach 1625-1665. Treścią są przygody czterech przyjaciół muszkieterów gwardii królewskiej: Atosa, Portosa, Aramisa i D’Artagnana. Obok wątków fikcyjnych mamy tu też ukazane wydarzenia historyczne za czasów panowania Ludwika XIII, regencji Anny Austriaczki i kardynała Mazarina oraz pierwszych lat panowania Ludwika XIV. Inspiracją dla stworzenia tego cyklu były pamiętniki królewskiego muszkietera gaskońskiego pochodzenia – Charlesa de Batz de Castelmore d’Artagnan. W przedmowie do Trzech muszkieterów Dumas przyznaje, że czerpał z tych pamiętników. Prócz tego jednak twierdzi, że rzekomo korzystał również z przypadkowo znalezionych w antykwariacie Pamiętników hrabiego de La Fère, co jest nieprawdą, jednakże pamiętać należy, iż taki sposób działania jak wymyślanie rzekomego pierwowzoru dla swych dzieł, był w dobie romantyzmu bardzo popularny. Autor chciał w ten sposób przekonać czytelników, że jego bohaterowie są postaciami autentycznymi, a ich przygody są prawdziwe. Chciał również zyskać większe zainteresowanie czytelników swoim dziełem, co mu się udało. Według niektórych źródeł Dumas napisał również krótkie dzieła o tytułach „Śmierć Aramisa” oraz „Syn Portosa”, które nawiązują do jego trylogii o muszkieterach, jednak dzieła te nigdy nie zostały opublikowane w Polsce. Powstała także powieść D’Artagnan inspirowana serią, której jej autorem jest Henry Bedford-Jones, choć książka jest publikowana pod nazwiskiem Dumasa.

## Części cyklu

### Część pierwsza
- Trzej muszkieterowie – rozgrywa się w latach 1625-1628. D’Artagnan przybywa z Gaskonii do Paryża, by zostać muszkieterem, jak jego ojciec. Po drodze w miasteczku Meung wchodzi w konflikt z hrabią de Rochefort, agentem kardynała de Richelieu. Później w Paryżu wdaje się w sprzeczkę z trzema muszkieterami – Atosem, Portosem i Aramisem. Do pojedynków jednak nie dochodzi z powodu odwiecznych wrogów muszkieterów - gwardzistów kardynała. D’Artagnan w potyczce z nimi wspiera swych niedoszłych przeciwników, szybko zdobywając w nich przyjaciół. Wkrótce zostaje gwardzistą królewskim, a po dwóch latach muszkieterem. Najpierw jednak zakochuje się w Konstancji Bonacieux, żonie swego gospodarza. Konstancja jest pokojówką królowej Anny Austriaczki i jej wierną przyjaciółką. Królowa Francji kocha angielskiego premiera, księcia Buckingham. Gdy ten przybywa z wizytą, daje mu w prezencie dwanaście diamentowych zapinek, które otrzymała od swego męża, Ludwika XIII. Kardynał Richelieu, który nienawidzi królowej za to, że odrzuciła jego zaloty, dowiaduje się o tym od swoich szpiegów – Rocheforta i Milady de Winter. Każe tej drugiej ukraść księciu dwie zapinki. Następnie proponuje królowi, by urządził bal, na którym królowa zjawi się z diamentami. Anna Austriaczka jest zagrożona. Z pomocą przychodzi jej Konstancja, która prosi d’Artagnana o przywiezienie z powrotem zapinek. On i jego trzej przyjaciele ruszają w drogę, która jest jednak usiana pułapkami. Jedynie d’Artagnan i jego wierny sługa Planchet wychodzą z nich bez szwanku i docierają do księcia. Ten oddaje zapinki, dorabia dwie dodatkowe i Gaskończyk dociera z nimi na czas. Kardynał przegrywa, ale z zemsty na jego rozkaz Rochefort porywa Konstancję. Pomaga mu w tym jej zazdrosny mąż, pan Bonacieux, który stał się wiernym sługą kardynała. D’Artagnan, szukając ukochanej, zaprzyjaźnia się z lordem de Winter i jego szwagierką, Milady. Wiedząc, że to szpieg kardynała, chłopak wdaje się z nią w romans, chcąc dowiedzieć się, gdzie jest Konstancja. Zakochuje się w Milady, ale gdy odkrywa jej inne romanse, upokarza ją, niechcący też odkrywa jej tajemnicę – jest ona napiętnowana „czarną lilią”, znakiem złodziejek i ladacznic. Milady chce go za to zabić. Konstancja zostaje uwolniona przez królową i ukryta w bezpiecznym miejscu. Kardynał proponuje d’Artagnanowi służbę w swojej gwardii, ale ten odmawia. D’Artagnan i trzej muszkieterowie ruszają wraz z wojskami króla i kardynała pod La Rochelle, protestancką twierdzę buntującą się przeciw królowi. Tam Milady urządza zamachy na życie Gaskończyka – na szczęście nieskuteczne. Książę Buckingham chce wesprzeć buntowników z La Rochelle. Kardynał postanawia do tego nie dopuścić i zleca Milady zabójstwo księcia. Kobieta zgadza się na to pod warunkiem, że w zamian otrzyma list żelazny pozwalający jej zabić d’Artagnana i Konstancję. Jednakże list odbiera jej Atos, który okazuje się być mężem Milady. Potem przekazuje go d’Artagnanowi podczas brawurowej obrony Bastionu Św. Gerwazego. Milady, choć pozbawiona swojej broni i tak wyrusza do Anglii, ale uprzedzony przez muszkieterów lord de Winter zamyka ją w swym zamku. Podstępna kobieta uwodzi jednak pilnującego ją oficera Johna Feltona i przekonuje go, że Buckingham to antychryst i zdrajca ich protestanckiej sprawy. Felton zakochuje się w Milady, uwalnia ją, po czym osobiście zabija nożem Buckinghama. Milady ucieka do Francji i chroni się w klasztorze w Béthune, gdzie spotyka Konstancję ukrytą tu przez królową. Z zemsty truje ją i to w chwili, gdy d’Artagnan i jego trzej przyjaciele przybywają po kobietę. Młody muszkieter jest żądny zemsty. On, Atos, Portos i Aramis, z pomocą lorda de Winter oraz kata z Béthune dopadają Milady i dokonują na niej samosądu, któremu przewodzi Atos. Kat ścina Milady. Kardynał dowiaduje się o wszystkich i chce ukarać całą czwórkę śmiercią, ale d’Artagnan ratuje siebie i przyjaciół listem żelaznym, który Atos odebrał Milady. Richelieu będąc pod wrażeniem działalności Gaskończyka dale mu nominację na porucznika muszkieterów. La Rochelle upada, pan Bonacieux trafia do Bastylii, D’Artagnan trzykrotnie bije się z Rochefortem, ale potem obaj się zaprzyjaźniają. Planchet wstępuje do wojska i z pomocą Rocheforta zostaje sierżantem. Portos i Aramis opuszczają służbę – pierwszy się żeni ze swą owdowiałą kochanką, a drugi zostaje księdzem. Atos przez jakiś czas służy jeszcze pod rozkazami d’Artagnana, lecz ostatecznie opuszcza służbę w roku 1631.

### Część druga
- Dwadzieścia lat później (lub W dwadzieścia lat później) – rozgrywa się w latach 1648-1649. Nie żyją już Ludwik XIII i kardynał Richelieu. Ludwik XIV jest niepełnoletni, więc zamiast niego w ramach regencji rządzą Anna Austriaczka i kardynał Mazarin, jej kochanek i drugi mąż, a także następca Richelieu na stanowisku I ministra. Tymczasem trzej muszkieterowie porzucili służbę i wrócili do prawdziwych nazwisk – Atos jako hrabia Olivier de La Fère wychowuje swego syna Raula, Portos jako Christopher du Vallon owdowiał i nudzi się w swojej posiadłości, a Aramis jako kawaler Rene d'Herblay jest obecnie opatem w zakonie jezuitów. Jedynie d’Artagnan jako porucznik wiernie służy krajowi licząc, że awansuje wreszcie na kapitana muszkieterów. W kraju trwa Fronda – mieszczanie zdenerwowani ograniczaniem ich praw i lichwiarskimi podatkami wychodzą na ulice, a wspiera ich magnateria licząca na osłabienie władzy królewskiej i zwiększenie swojej. Mazarin chce zwerbować do gwardii królewskiej wiernych i zmyślnych ludzi. Od przebywającego w Bastylii Rocheforta dowiaduje się, że najlepsi są Atos, Portos, Aramis i d’Artagnan. Ten ostatni więc dostaje zadanie sprowadzenia na służbę do kardynała swoich dawnych kompanów. Z pomocą dawnego sługi Plancheta (obecnie cukiernika i frondysty) znajduje ich, ale udaje się mu zwerbować tylko Portosa. Atos i Aramis zaś są frondystami. Atos wysyła sługę Grimauda do twierdzy Vincennes, gdzie przebywa przywódca Frondy książę de Beaufort. Grimaud umożliwia księciu ucieczkę, którą organizują Atos, Aramis i niedawno zbiegły z Bastylii Rochefort. W pościg za uciekinierem ruszają d’Artagnan, Portos i jego sługa Mouston. Zaprzestają jednak pościgu, gdy odkrywają, kogo ścigają. Następnego dnia czwórka dawnych muszkieterów spotyka się i odnawia przysięgę wiecznej przyjaźni. Tymczasem syn Atosa, wicehrabia Raul de Bragelonne na rozkaz ojca jedzie do Flandrii na wojnę. Ratuje po drodze życie hrabiego de Guise, który zaprzyjaźnia się z nim. Obaj są świadkami zabójstwa kata z Béthune przez tajemniczego mnicha, którym okazuje się być syn Milady, John Franciszek de Winter, który pod pseudonimem Mordaunt chce pomścić śmierć matki. Tymczasem w Anglii trwa rebelia Olivera Cromwella. Władza Karola I jest zagrożona. Jego żona i córka są we Francji. Lord de Winter chce zwerbować dla króla czterech muszkieterów, ale udaje mu się jedynie z Atosem i Aramisem. Cała trójka jedzie do Anglii wesprzeć Karola I. Walka jest jednak skazana na porażkę. Król Anglii odznacza za wierną służbę Atosa i Aramisa Orderem Podwiązki. Mazarin chce wspomóc zniszczenie monarchii w Anglii, gdyż według niego republikański kraj łatwiej sobie podporządkować. Posyła więc tam d’Artagnana i Portosa oraz Moustona. Ich przewodnikiem zostaje Mordaunt. Z jego pomocą Karol I zostaje złapany, a wraz z nim Atos i Aramis, lord de Winter zaś ginie z ręki mściwego bratanka. D’Artagnan knuje plan, z pomocą którego czwórka przyjaciół i ich wierni służący uciekają. Atos jednak chce ratować króla Anglii. Czterej muszkieterowie ruszają mu więc na pomoc, niestety oba plany uratowania króla nie powodzą się, zaś Karola I ścina przebrany za kata Mordaunt. Przyjaciele dopadają go, ale młodzieniec wymyka się im, nim wymierzają mu karę za jego zbrodnie. Muszkieterowie wracają więc do Francji na statku „Błyskawica”, niestety okręt ten to zasadzka syna Milady i ma zostać wysadzony w powietrze razem z muszkieterami. Przyjaciele odkrywają to z pomocą Grimauda i Moustona, dlatego szybko uciekają w szalupie z prowiantem. Statek wylatuje w powietrze, a Mordaunt ginie z ręki Atosa. Przyjaciele wracają do Francji i rozdzielają się. D’Artagnan i Portos zostają aresztowani przez Mazarina, który od Cromwella dowiedział się o ich prawdziwej działalności w Anglii. Atos i Aramis biorą udział w bitwie frondystów z wojskami króla. Łapią też do niewoli Raula i przekonują go do walki po swojej stronie. Atos chce uwolnić uwięzionych przyjaciół, ale sam trafia do aresztu. Aramis i Raul zbierają więc frondystów i ruszają im na pomoc. Okazuje się jednak, że trzej przyjaciele sami się uwolnili, przy okazji porywając Mazarina. Kardynał zostaje uwięziony i zmuszony do pewnych ustępstw wobec Frondy. Plus do tego d’Artagnan zostaje kapitanem, Portos baronem, Atos otrzymuje Order Ducha Świętego, a Raul dowództwo pułku. D’Artagnan i Portos, broniąc króla, w zamieszkach zabijają Rocheforta i pana Bonacieux. Po tych wydarzeniach Portos wraca z Moustonem do domu, a d’Artagnan zostaje na służbie, szykując się do kolejnej wojny.

### Część trzecia
- Wicehrabia de Bragelonne – rozgrywa się w latach 1660-1665. Ludwik XIV jest już dorosły, ale nadal musi podlegać zdaniu swego umierającego już I ministra, kardynała Mazarina. Karol II, syn Karola I, chce odzyskać władzę w Anglii. Ludwik XIV nie udziela mu pomocy z powodu zakazu kardynała. Z pomocą Karolowi II przychodzi Atos – wie on bowiem, gdzie w Anglii znajdują się ukryte przez Karola I skarby ogromnej wartości. Młody władca z dawnym muszkieterem przybywają więc do Anglii. Atos odbiera skarby z pomocą generała Moncka, czatującego w pobliżu miejsca ukrycia skarbów. Monck jest wrogiem Karola II, ale obecnie walczy o władzę przeciwko innemu generałowi, Lambertowi. D’Artagnan, który po ostatniej wojnie został zdegradowany do porucznika przez mściwego kardynała, występuje z wojska, bierze kredyt u Plancheta i z jego pomocą zbiera grupę zabijaków, z którą przekrada się do Anglii i porywa Moncka, po czym zawozi go Karolowi II, jednak ten każe puścić generała wolno, zyskując sobie w ten sposób jego przyjaźń. Monck zdobywa władzę w Anglii, ale oddaje ją królowi. Atos otrzymuje Order Złotego Runa, zaś d’Artagnan spory okup za Moncka. Obaj wracają do kraju, gdzie tymczasem umiera Mazarin, przed śmiercią promując królowi na urzędnika swego ucznia, Jeana-Baptiste Colberta, który podejmuje walkę o stanowisko z żądnym władzy generalnym intendentem królewskich finansów Nicolasem Fouquetem, który chce być drugim po królu najważniejszym człowiekiem w kraju. W tym celu każe ufortyfikować swój zamek na wyspie Belle-Isle. Zadania tego podejmuje się Aramis, od niedawna na służbie u Fouqueta, który mianował go biskupem Vannes. Aramis wciąga w naprawę zamku Portosa. D’Artagnan wraca z Atosem do kraju i Ludwik XIV przywraca go na stanowisko kapitana, daje wysoką pensję, wcześniej jednak wysyła na misję inspekcji na Belle-Isle. Misja nie powodzi się z powodu czujności Aramisa, jednak Gaskończyk otrzymuje upragnione stanowisko. Brat Ludwika XIV, Filip Orleański żeni się z księżniczką Henriettą, siostrą Karola II. Nie kocha jej, ale jest o nią zazdrosny. W księżniczce kocha się hrabia de Guise, przyjaciel Raula de Bragelonne. Sama Henrietta darzy miłością Ludwika XIV, który, by ukryć z nią romans, postanawia użyć jako parawanu jej dwórki, Luizy de La Valliere, narzeczonej Raula. Luiza zakochuje się w królu, a ten zaczyna odwzajemniać jej uczucie. By móc lepiej romansować, odsyła z misją do Anglii Raula. Henrietta jest jednak zazdrosna i gdy chłopak wraca, ujawnia to. Raul jest załamany, chce się mścić, ale nie wie, na kim. Atos mówi królowi, co o nim myśli i tylko dzięki d’Artagnanowi unika dożywocia w Bastylii. Aramis tymczasem odkrywa, że Ludwik XIV ma brata bliźniaka, Filipa, zamkniętego w Bastylii przez Annę Austriaczkę i Mazarina. Niedawno mianowany generałem zakonu jezuitów postanawia wypromować na tron kogoś, na kogo mógłby mieć wpływ. Przy okazji chce ratować zagrożonego wskutek działań Colberta swego pryncypała, a i również wspomóc nieco kraj, który Ludwik ignoruje bawiąc się w dworskie intrygi. Aramis wydobywa więc chłopaka z Bastylii i przekonuje go, by zastąpił brata na tronie. Podmiana dokonuje się na balu u Fouqeuta w Vaux i to w chwili, gdy Ludwik chce aresztować swego gospodarza. Ludwik ląduje więc w Bastylii, a jego miejsce zajmuje Filip. Niestety Fouquet odkrywa to. Czując wyrzuty sumienia demaskuje całą intrygę i uwalnia króla. Filip trafia do twierdzy więziennej na Wyspie Św. Małgorzaty, gdzie zostaje zakuty w żelazną maskę. Aramis oraz Portos (który został wciągnięty w całą intrygę) uciekają na Belle-Isle, gdzie bronią się przed oddziałami króla dowodzonymi przez d’Artagnana. Po krótkiej walce poddają twierdzę i uciekają. Niestety zostają osaczeni przez królewskich muszkieterów w jaskini, gdzie dochodzi do walki, podczas której przygnieciony głazami ginie Portos. Aramis ucieka do Hiszpanii, w czym pomaga mu stanowisko generała zakonu jezuitów. Fouquet trafia do więzienia. Zostaje ogłoszony testament Portosa – wszystko zapisuje Raulowi. Wierny Mouston umiera z rozpaczy. Raul zaś nie czuje się na siłach, by dalej żyć po zdradzie ukochanej, więc wstępuje do wojska i jedzie do Afryki, gdzie ginie podczas walk. Na wieść o jego śmierci Atos umiera. D’Artagnan zaś dalej służy królowi otrzymując tytuł hrabiego. Anna Austriaczka umiera na raka piersi. Luiza jest królewską metresą, ale w końcu król odwraca się od niej dla markizy de Montespan. Francja szykuje się do wojny z Holandią. Aramis jako książę d'Alameda załatwia w tym celu neutralność Hiszpanii. D’Artagnan dowodzi wojskami królewskimi i zdobywa kilka miast w Holandii. Za te czyny zostaje mianowany marszałkiem Francji. Chwilę po otrzymaniu buławy marszałka ginie trafiony kulą z muszkietu, którą wystrzelono z obleganego właśnie miasta.

## Bohaterowie

### Główni bohaterowie
- D’Artagnan – szlachcic z Gaskonii, zostaje muszkieterem Ludwika XIII i Ludwika XIV. Przyjaciel Atosa, Portosa i Aramisa. Marzy o zrobieniu wielkiej kariery. Najpierw służy dwa lata w gwardii królewskiej pana d'Essarts, a potem w muszkieterach. Bierze udział w akcji „diamenty królowej”. Uczestnicy w oblężeniu La Rochelle, wraz z przyjaciółmi broni przed odzyskaniem przez hugenotów Bastionu Św. Gerwazego. W wieku 22 lat zostaje porucznikiem. Jako taki służy królowi i królowej w czasie wojny trzydziestoletniej, a potem w czasach Frondy. Marzy o byciu kapitanem, więc zwalcza Frondę, a także wykonuje misję w Anglii. Mimo to pomaga przyjaciołom w akcji ratowania Karola I, a potem we Francji porywa z Portosem Mazarina wymuszając na nim wiele ustępstw, w tym stanowisko kapitana dla siebie. Mimo iż je traci po kolejnej wojnie dalej pozostaje na służbie, mażąc o jego odzyskaniu. Gdy tak się nie staje opuszcza służbę, by wspomóc Karola II, po czym jak gdyby nigdy nic wraca do króla w zamian za upragniony stopień kapitana. Pod koniec życia myślał o byciu marszałkiem Francji i otrzymuje to stanowisko na chwilę przed śmiercią. Ginie bowiem postrzelony z muszkietu przez jednego z obrońców obleganego przez siebie miasta. W pierwszej części d’Artagnan jest głównym bohaterem, ważniejszym niż pozostała trójka. W pozostałych każdy z nich jest równie ważny. Młody d’Artagnan jest narwanym Gaskończykiem najpierw działającym, potem myślącym. Pakuje się przez to w nie lada kłopoty. Wdaje się w romanse z kobietami, nie jest zbyt stały w uczuciach, choć niewątpliwie Konstancja jest jego największą miłością. Dopiero z wiekiem d’Artagnan staje się bardziej rozważny, a także zgorzkniały i nieco zawiedziony służbą u króla, która bynajmniej nie daje perspektyw. Nie raz chce ją porzucić i założyć rodzinę, ale jednak myśl o zrobieniu kariery przeważa nad tym. Podobnie jak Aramis d’Artagnan bywał nieco interesowny i chwilami myśli tylko o sobie, jest jednak lojalny wobec przyjaciół. Nie szanował Ludwika XIV, uważając go za rozkapryszone dziecko, jednak starał się wywierać na niego pozytywny wpływ (co mu się udawało). Docenił Ludwika dopiero wtedy, gdy ten na poważnie się wziął za sprawy państwowe. Spełnił swe marzenie o wielkiej karierze, choć zrobił to bardzo późno.
- Atos – właściwie to hrabia Olivier de La Fère. Pochodził z arystokratycznej rodziny. Był najstarszym z całej czwórki muszkieterów. Odebrał staranne wykształcenie, znał kilka języków, nawet umiał nawigować statkiem. W młodości ożenił się z Anne de Breuil, do której poczuł prawdziwą, szczerą miłość. Gdy jednak odkrył, że kobieta ta jest napiętnowaną złodziejką i ladacznicą, powiesił ją na drzewie (niestety nieskutecznie). Nie mogąc znieść hańby, na jaką tym ślubem naraził swoją rodzinę, wyrzekł się swego nazwiska i jako Atos wstąpił do muszkieterów. Zaprzyjaźnił się z Portosem, Aramisem, a potem i d’Artagnanem. Brał udział w akcji „diamenty królowej”, podczas której został niesłusznie oskarżony o fałszowanie pieniędzy. Potem brał udział w oblężeniu La Rochelle, to on również był pomysłodawcą obrony Bastionu Św. Gerwazego. To on odebrał list żelazny Milady (w której rozpoznał swoją żonę) i przewodził samosądowi nad nią. Potem służył pod komendą d’Artagnana, ale tylko do roku 1631. Wówczas to opuścił służbę oraz zaadoptował spłodzonego z księżną de Chevreuse syna Raula, mianując go wicehrabią de Bragelonne. Potajemnie jednak wsparł Frondę i pomógł w ucieczce księcia de Beaufort. Potem jako najemny żołnierz służył u króla Anglii Karola I. To on jako jedyny z przyjaciół chciał go ratować, gdyż widział w nim ideał władcy. Potem zabił jego mordercę – syna Milady. Po latach pomógł Karolowi II odzyskać władzę za pomocą tajemnicy o skarbach z zamku Newcastle, którą przekazał mu zmarły władca. Za swoje bohaterskie czyny został odznaczony najwyższymi odznaczeniami w Europie – Orderem Podwiązki, Orderem Św. Ducha i Orderem Złotego Runa. Pod koniec życia wycofał się z życia publicznego i zmarł na zawał serca po śmierci syna na froncie w Afryce. Atos jako jedyny z całej czwórki jest panem z prawdziwego zdarzenia. Ma wielkopańskie maniery i dumę, a także wielki szacunek otoczenia. Stać go na wielkie gesty i bezinteresowność. Nie zależy mu na robieniu kariery, zwłaszcza kosztem innych. Nigdy nie wykorzystuje nikogo do swego celu, jest jedynym z całego kwartetu, z którym pozostali nigdy się nie kłócą. Jest też nieformalnie liderem oraz mózgiem całej czwórki, gdyż zwykle to on decyduje, co kiedy zrobią, choć w trakcie późniejszych przygód niejeden raz oddaje dowodzenie d’Artagnanowi, udzielając pozostałym jedynie dobrych rad. Podobnie jak później d’Artagnan, jest nieco zgorzkniały i zawiedziony światem. Z charakteru był mizantropem i samotnikiem. Honorowy aż do przesady, do tego bezinteresowny. Długi swoje spłacał zawsze na czas, choć potrafił nawet obudzić wierzyciela o piątej nad ranem, byle tylko szybko zwrócić mu dług i przy okazji mu dokuczyć. Jako jedyny nie miał kochanki i nie szukał jej – choć posiadał o wiele większe powodzenie wśród kobiet niż Aramis. Picie alkoholu i gry hazardowe były dla niego sposobem na zapomnienie o tym, jak mocno zawiódł się na kobiecie swego życia. Przestał pić i grać dopiero po odnalezieniu syna. Raul był jego największą miłością i sensem życia. Gdy go stracił, umarł.
- Portos – właściwie baron Christopher du Vallon de Bracieux de Pierrefonds. Pochodził z dobrej rodziny, ale jednak mniej zamożnej niż Atos czy Aramis. Nie wiadomo czemu został muszkieterem – możliwe, że powodem tego były długi, jakich mógł narobić. W muszkieterach zaprzyjaźnił się z Atosem, potem z Aramisem, a wreszcie i z d’Artagnanem. Podczas służby wdał się w romans z grubo starszą od siebie żoną prokuratora Coquenard. Został jej utrzymankiem. Brał udział w akcji „diamenty królowej”, gdzie został ranny w pojedynku przez nasłanego kardynalistę. Potem uczestniczył w oblężeniu La Rochelle, obronie Bastionu Św. Gerwazego, a wreszcie w samosądzie nad Milady. Po tym zdarzeniu wystąpił z wojska i poślubił swą kochankę, która owdowiała. Osiedlił się z nią w zamku na prowincji, dodając do swego nazwiska nazwy jej posiadłości. Po osiemnastu latach małżeństwa owdowiał i gnuśniał. Tym chętniej zgodził więc się na wstąpienie na służbę u Mazarina razem z d’Artagnanem – jako służbista brał udział w pościgu za księciem de Beaufort oraz w misji w Anglii. Pomagał uwolnić Karola I, a potem i porwać Mazarina. W zamian za wypuszczenie go kardynał spełnił kilka warunków porywaczy – w tym tytuł barona dla Portosa. Otrzymawszy go Portos porzucił służbę i wrócił do domu. Po kilku latach dał się wciągnąć Aramisowi w spiski pana Fouqueta – najpierw budowę zamku na Belle-Isle, a potem udział w intrydze z człowiekiem w żelaznej masce. Wskutek tej intrygi on i Aramis musieli uciekać z kraju. Podczas ucieczki Portos zginął w walce z królewskimi muszkieterami – toczyła się ona w jaskini i bohatera przygniotły głazy. Portos był człowiekiem niezwykle próżnym i nieco zarozumiałym. Lubił się mieć za wielkiego pana, choć jego środki finansowe nie pozwalały mu na to zbytnio. Nie umiał się przyznać do porażki, więc wolał kłamać. Często opowiadał o sobie niestworzone historie np. swoją kochankę przedstawiał jako piękną i bogatą księżną. Był chwilami dziecięco naiwny i na wskroś uczciwy wobec przyjaciół. Jednak brak inteligencji nadrabiał wielką siłą fizyczną, która z wiekiem rosła. Pod koniec życia chorował na podagrę. Jako jedyny z czwórki nie zna żadnego obcego języka, choć jak się później okazało, dość dobrze znał hiszpański. Był dobrym szermierzem, choć trafiał na lepszych od siebie. Jako jedyny z czwórki (oprócz Atosa) się ożenił. Podobnie też jak Atos Portos nigdy nie wykorzystywał swoich przyjaciół do osiągnięcia własnych celów. Wobec nich był niesamowicie bezinteresowny i hojny ponad miarę. Każdego z trzech kompanów kochał całym sercem i bez wahania zawsze ich wspierał. Megaloman uwielbiający stroić się na wielkiego pana, popisujący się, chcący budzić podziw i szacunek, nieco bufon. Uwielbiał ubierać się w piękne i błyszczące stroje. Nie stronił od alkoholu i gier hazardowych, uwielbiał przygody i niebezpieczeństwa. Bywał zwariowany i dziwaczny. Przede wszystkim jednak był oddanym i lojalnym przyjacielem, choć nieraz dawał się wykorzystywać.
- Aramis – właściwie kawaler Rene d'Herblay. Odebrał staranne wykształcenie w kierunku duchowym, jednakże wdał się w romans z damą i został na tym przyłapany przez pewnego szlachcica, który zapowiedział mu baty, jeśli jeszcze raz go zobaczy w towarzystwie tej kobiety. Aramis więc poprosił o rok zwłoki w przyjęciu ślubów kapłańskich i poszedł do najlepszego szermierza uczyć się władania szpadą, poznając w tym czasie Atosa i Portosa (ten drugi nauczył go kilku pchnięć). Gdy już opanował wszystko, ubrał się elegancko, poszedł na bal, gdzie spotkał owego szlachcica, wyzwał go na pojedynek i zadał mu w nim śmierć. Ocalił honor, ale w ten sposób musiał zapomnieć o byciu księdzem, więc został muszkieterem. Potem zaprzyjaźnił się z d’Artagnanem. Wdał się w kilka romansów, choć jego główną kochanką była księżna de Chevreuse. Był jej utrzymankiem, brał udział również w kilku drobnych intrygach, które ona organizowała. Uczestniczył w akcji „diamenty królowej”, gdzie został postrzelony w ramię. Po tej akcji myślał o zostaniu księdzem, ale szybko porzucił te plany. Uczestniczył w oblężeniu La Rochelle, obronie Bastionu Św. Gerwazego i samosądzie nad Milady. Po zakończeniu oblężenia został księdzem, jednak nie rezygnował z romansów i intryg. Został opatem w klasztorze jezuitów, a później dołączył do Frondy. Pomagał w ucieczce księcia de Beaufort, a potem wraz z Atosem wstąpił na służbę do Karola I. Brał udział w próbie jego odbicia. Później uczestniczył w bitwie frondystów z wojskami kardynała. Gdy przyjaciele porwali Mazarina, on pierwszy wystąpił z żądaniami do niego. Po kilku latach wstąpił na służbę do Fouqueta, który mianował go biskupem Vannes. Dla niego prowadził fortyfikację zamku na wyspie Belle-Isle, służył mu też jako doradca i prawa ręka. Skrupulatnie pilnował interesów swego pryncypała, ale nie udało mu się powstrzymać jego upadku. W międzyczasie został jeszcze generałem zakonu jezuitów. Jako taki przeprowadził wraz Portosem intrygę z człowiekiem w żelaznej masce, która jednak się nie powiodła i dla Aramisa skończyła się dożywotnią emigracją. Dopiero po latach wrócił tymczasowo jako ambasador hiszpański pod nazwiskiem książę d'Alameda. Wyjednał wówczas neutralność Hiszpanii w wojnie Francji z Holandią. Aramis to najmniej sympatyczny z całej czwórki. Typowy intrygant i karierowicz myślący przede wszystkim o sobie i potrafiący bez skrupułów wykorzystywać przyjaciół do swych celów. Chciał piąć się coraz wyżej i wyżej, miał nawet ambicję zostać papieżem. Był niezrównanym szermierzem, w pojedynkach zostawał najwyżej draśnięty, ale nigdy ranny. Jako jedyny z całej czwórki nie otrzymał nigdy żadnej poważnej rany szpadą – w pierwszej części zostaje postrzelony, w drugiej tylko lekko draśnięty. Aramis to też lew salonowy, świetnie znający się na manierach i konwenansach, umiejący rozmawiać z kobietami, uwielbiający je wręcz. Jako jedyny z całej czwórki stosował kosmetyki, a konkretnie krem upiększający dłonie. Lubił się popisywać swoją religijnością oraz dobrymi manierami. Umiał zdobywać kobiety. Nie był jednak do końca zły. Miał duże wpływy i kiedy było trzeba, umiał je z łatwością wykorzystywać, by pomóc przyjaciołom. Miał też wyrzuty sumienia, gdy wpadali oni przez niego w tarapaty. Jako jedyny z czwórki dożył końca serii.

### Postacie fikcyjne
- Raul August Juliusz d'Aram, wicehrabia de Bragelonne – syn Atosa i księżnej de Chevreuse. Oczko w głowie Atosa, jego jedyna pociecha na stare lata. Bardzo kochał ojca i zawsze słuchał go we wszystkim, miał do niego wielki szacunek. Starał się zawsze brać przykład ze swego rodzica i jego trzech kompanów. W czasie Frondy został wysłany do Flandrii do wojska. Podczas wyprawy do tego miejsca uratował życie młodemu hrabiemu de Guise, z którym się zaprzyjaźnił. Potem jednak został wysłany do Paryża, gdzie (ku irytacji d’Artagnana) pomógł złapać frondystę, radcę Broussela. Później brał udział w bitwie wojsk królowej i kardynała przeciw Frondystom – po stronie tych pierwszych. Złapany jednak przez Aramisa przeszedł na stronę Frondy. Został później pułkownikiem w wojsku królewskim. Po Frondzie pełnił już funkcję cywilne jak przewożenie listów czy też dyplomacja na dworze Anglii. Był zakochany w swej sąsiadce, Luizie de La Valliere. Niestety, ta kochała go jak brata, nie zaś jak ukochanego, czego nigdy mu jednak nie wyznała, sama zaś kochała się w królu Ludwiku XIV. Gdy została jego faworytą, Raul nie mógł tego znieść. Chciał się mścić, ale nie miał na kim. Ostatecznie uległ namowom księcia de Beaufort i wstąpił do wojska idącego bronić francuskich kolonii w Afryce. Podczas tych walk zginął. Był wierną kopią swojego ojca. Dumny, honorowy, bezinteresowny, uczciwy, wierzący w ideały, nieco narwany, lecz zdolny do wielkiej przyjaźni. Występuje w II i III części.
- Planchet – w innym tłumaczeniu Wiórek. Wierny sługa d’Artagnana, zatrudniony przez niego w czasach, gdy ten był jeszcze gwardzistą królewskim. Z początku niezbyt dobrze im się układało – Gaskończyk nie miał czasem mu czym zapłacić za służbę, a kiedy Planchet groził odejściem, d’Artagnan za radą Atosa zbił go rózgą i to poskutkowało, Planchet bowiem został. Pomimo początkowych niechęci szybko pokochał swego pana i był mu oddany. Wiernie wykonywał jego polecenie, choć czasami wyrażał swoją opinię na ten temat. Brał ze swym panem udział w akcji „diamenty królowej” oraz dostarczył list do lorda de Winter z ostrzeżeniem o spisku przeciw Buckinghamowi. Po zakończeniu oblężenia La Rochelle z pomocą Rocheforta wstąpił do piemonckiego pułku i został sierżantem. Opuścił jednak służbę, ożenił się i został właścicielem cukierni. Jako cukiernik stał się jednym z dowódców Frondy mieszczan. Spotkawszy przypadkiem swego dawnego pana, pomógł mu odnaleźć jego trzech przyjaciół. Potem dowodził oddziałami Frondy podczas bitwy o Paryż (gdy nim dowodził, był już kapitanem). Po zakończeniu Frondy nabył dom na wsi i mieszkał tam z żoną. Wieś, w której mieszkał, nazywał „swoją”, choć nie należała do niego. Często bywał też w Paryżu, w którym posiadał sklep. To właśnie jemu d’Artagnan powierzył swoje pieniądze na procent i to z nim muszkieter zawarł spółkę handlową na poczet szykowanej przez siebie wyprawy do Anglii. Nieco później Planchet ugościł u siebie d’Artagnana i Portosa, którzy razem z nim przy winie wspominali stare czasy. Planchet był oddany swemu panu, nawet gdy przestał być jego sługą. Był wobec niego lojalny i uczciwy. Podobnie, jak jego pana z muszkieterami, tak Plancheta łączyła wielka przyjaźń z Grimaudem, Mousquetonem oraz Bazinem. Występuje we wszystkich częściach.
- Grimaud – w innym tłumaczeniu Milczek. Sługa Atosa, oddany mu do reszty. Prawdopodobnie był jego mlecznym bratem, choć nie jest to powiedziane. Jego pan oduczał go mówić, bojąc się gadulstwa służby. Grimaud posługiwał się językiem migowym, mówił jedynie za pozwoleniem pana, niekiedy jednak pozwalał sobie złamać tę zasadę, np. wtedy, kiedy uprzedził muszkieterów czytających list od Marii Michon do Aramisa, że zbliża się kardynał Richelieu – za ten czyn musiał zjeść ów list (który należało jakoś zniszczyć), ale w nagrodę za posłuszeństwo mógł popić list szklanką wina. Brał udział ze swym panem w akcji „diamenty królowej” i w obronie Bastionu Św. Gerwazego. Potem podczas Frondy wysłany został do twierdzy Vincennes, gdzie na rozkaz swego pana pomógł w ucieczce księciu de Beaufort. Następnie miał pilnować Raula na froncie we Flandrii, ale zawrócił, dowiedziawszy się o zabiciu przez syna Milady kata z Béthune – powiadomił o tym muszkieterów. Towarzyszył Atosowi w wyprawie do Anglii i ratowaniu Karola I. Podróżował z nim ponownie do Anglii podczas wyprawy w celu restauracji dynastii Stuartów. Po tych wszystkich przygodach zamieszkał ze swoim panem w Paryżu i czuwał nad nim. Bardzo przeżył jego śmierć, której niechcący stał się przyczyną - w końcu to on dostarczył Atosowi list z wieścią, o śmierci wicehrabiego de Bragelonne na froncie w Afryce. Występuje we wszystkich częściach cyklu.
- Mousqueton – w innym tłumaczeniu Muszkiet. Sługa Portosa, który nazywał go zdrobniale Mouston. Jego prawdziwe imię to Bonifacy. Wierny i lojalny wobec swego pana. Podobnie jak on starał się zachowywać wielkopańskie maniery i tak samo jak on był gruby i nieco leniwy, ale lojalny i oddany. Towarzyszył swemu panu w akcji „diamenty królowej”, gdzie został postrzelony w pośladki. Brał również udział w oblężeniu La Rochelle. Potem, gdy Portos osiadł na swych ziemiach, został jego intendentem. Kiedy Portos wrócił na służbę, wziął ze sobą Moustona, który nie był z tego zadowolony, ale wiernie poszedł za panem. Brał z nim udział w wyprawie do Anglii. Potem wrócił z radością do domu, gdzie roztył się do tego stopnia, że musiano go nieraz nosić w skrzyni przerobionej na lektykę. Na rozkaz swego pana musiał utrzymywać wagę i tuszę podobną do Portosa, bowiem ten, nie lubiąc dotykania podczas brania miary u krawca (a dotykanie przecież jest niezbędne), kazał szyć ubrania na miarę Moustona. Jednak Mouston i tak roztył się do tego stopnia, że ubrania szyte na niego były na Portosa za duże. Mousqueton bardzo kochał swego pana. Gdy dowiedział się o jego śmierci, załamał się. Kiedy odczytano testament Portosa, w którym wszystko on zapisał Raulowi i nakazał mu opiekę nad Moustonem, wierny sługa wtulił się w szaty swego pana i umarł. Mousqueton był niezwykle oddany swemu panu. Był katolikiem, ale miał brata hugenota i ojca, który zajmował się rozbojem – Mousqueton wspominał, że ojciec wychował specjalnie jednego syna na katolika, a drugiego na protestanta, aby zaspokoić swą chęć bycia członkiem obu tych religii. Wierny i zmyślny sługa. Umiał rzucać lassem, co mu zostało z czasów, gdy razem z ojcem i bratem brał udział w rozbojach. Występuje we wszystkich częściach cyklu.
- Bazin – w innym tłumaczeniu Gryzipiórek. Sługa Aramisa, fanatyk religijny, podobnie jak jego pan stanowi dumasowską krytykę duchowieństwa. Jest oddany swemu panu, choć marzy o tym, żeby został on duchownym. Ambicją Bazina było służenie wielkiemu duchownemu i ubolewał nad tym, że jego pan szukał przygód i światowych uciech. Towarzyszył Aramisowi w akcji „diamenty królowej” oraz w oblężeniu La Rochelle. Gdy Aramis został księdzem, wiernie mu służył, choć nie pochwalał jego romansów i udziału w intrygach. Dorabiał sobie jak zakrystian w kościele. Kiedy d’Artagnan szukał Aramisa, Bazin okłamał go mówiąc, że nie wie, gdzie jest jego pan – choć był w kościele i jako wierny katolik nie powinien kłamać, jednak uważał, że wolno kłamać ze „szlachetnych pobudek”. Pod koniec życia został plebanem i bakałarzem wiejskich dzieci. Występuje we wszystkich częściach cyklu.
- Hrabia de Rochefort – agent kardynała Richelieu, jego prawa ręka i główny szpieg. D’Artagnan nazywał go „Człowiek z Meung” do czasu, aż nie poznał jego prawdziwego nazwiska. Pośredniczył w kontaktach Richelieu-Milady przekazując tej drugiej rozkazy od tego pierwszego. Jego znakiem rozpoznawczym była blizna na policzku. W Meung, czekając na Milady, spotkał po raz pierwszy d’Artagnana, z którym wszedł w konflikt. Od tego czasu d’Artagnan powziął sobie za punkt honoru dopaść go i zabić. Rochefort nienawidził kardynała, ale bał się go i słuchał jego poleceń – dwukrotnie aresztował Konstancję, przywoził mu raporty od Milady, a potem i aresztował muszkieterów za zabicie Milady i doprowadził ich przed oblicze Richelieu. Wkrótce potem on i d’Artagnan trzykrotnie się pojedynkowali. Każde to starcie zakończyło się dla hrabiego porażką i otrzymaną raną. Za trzecim pojedynkiem padł żart, że czwarte starcie między nimi zakończy się śmiercią Rocheforta. Jednakże nie bili się więcej, a nawet zostali przyjaciółmi. Po śmierci Richelieu Rochefort stał w opozycji dla Mazariniego i trafił do Bastylii na kilka lat. Wezwany z niej przez kardynała, polecił mu na służbę czterech muszkieterów, po czym uciekł z pomocą Plancheta i stał się jednym z przywódców Frondy. Pomógł wraz z Atosem i Aramisem uciec księciu de Beaufort. Zginął podczas ataku na królewską karocę – otrzymał cios w serce od d’Artagnana, który za późno zorientował się, kogo zabija. Występuje w I i II części. W ekranizacjach filmowych Rochefort zwykle jest czarnym charakterem i wiecznie prześladuje d’Artagnana, aż w końcu ginie z jego ręki.
- Milady de Winter – agentka kardynała Richelieu, żona Atosa, matka Mordaunta. Kobieta występna, podła i bezlitosna, typowa femme fatale, przynosząca nieszczęście każdemu zakochanemu w niej mężczyźnie. Znała tajniki uwodzenia i korzystała z nich bez skrupułów. Potrafiła świetnie grać. Naprawdę nazywała się Charlotte Backson i była nowicjuszką zakonną, jednak uwiodła młodego księdza i wraz z nim okradła kilka kościołów. Przyłapani na gorącym uczynku kochankowie zostali aresztowani i napiętnowani czarną lilią. Uciekli wówczas do hrabstwa de La Fère, gdzie kobieta pod nazwiskiem Anne de Breuil została żoną Atosa, hrabiną de La Fère. Gdy jednak podczas polowania spadła z konia, a Atos ratując ją rozpiął jej suknie, zobaczył ramię swej żony i prawda wyszła na jaw. Wściekły hrabia powiesił żonę na drzewie, jednak nieskutecznie, gdyż ta uciekła do Anglii i została żoną starszego lorda de Winter (otrzymała wówczas tytuł lady Clarick), któremu urodziła syna. Nie chcąc mieć nad sobą żadnego mężczyzny, otruła swego męża. Bojąc się wydania tej zbrodni, uciekła do Francji, gdzie jako Milady weszła na służbę do kardynała Richelieu. Ukradła dwie z dwunastu diamentowych zapinek, jakie królowa dała księciu Buckingham. Potem w przerwie między służbą romansowała z d’Artagnanem i hrabią de Wardes. Gdy ten pierwszy odkrył jej tajemnicę, próbowała go zabić, wysyłając nań dwóch zbójów, a potem i kilka butelek zatrutego wina. W końcu dostała zadanie zlikwidowania Buckinghama. Jej szwagier, młodszy lord de Winter, uprzedzony przez muszkieterów, uwięził ją, ale ona uciekła i wykonała misję, po czym schroniła się w klasztorze Béthune, gdzie otruła Konstancję Bonacieux. Próbowała uciec przed żądnymi zemsty muszkieterami, ale nie udało jej się i cała czwórka dokonała na niej samosądu. Milady zginęła ścięta przez kata z Béthune. Występuje jedynie w I części.
- Mordaunt – syn Milady i starszego lorda de Winter, właściwie John Franciszek de Winter. Podobnie jak matka był mściwy i zawistny. Nigdy nie darował raz otrzymanej zniewagi, zabijał bez najmniejszych skrupułów, nikogo nie kochał, żył jedynie zemstą. Miał odrażającą twarz, z której biło zło. Ledwo narodzony stracił ojca, a wkrótce potem i matkę. Stryj zaś nie zajmował się nim, gdyż wyczuwał w nim tę samą aurę zła, co w jego matce. Również sam król Karol I pozbawił go możliwości dziedziczenia tytułu lordów de Winter jako synowi ladacznicy i morderczyni. Młody de Winter znienawidził więc króla Anglii i stryja, za to fanatycznie pokochał matkę, choć ta praktycznie wcale się nim nie interesowała. Jako mnich podróżował po Flandrii, gdzie przypadkiem spotkał Raula de Bragelonne i hrabiego de Guise – wezwali go oni do umierającego kata z Béthune. Gdy go spowiadał, odkrył, że ów kat zabił jego matkę. Wówczas to wycisnął z niego wszystko, co wiedział on o samosądzie nad Milady i o tym, że jednym z jej sędziów był lord de Winter. Wściekły zabił kata nożem i uciekł do Anglii, gdzie jako Mordaunt wstąpił na służbę do Cromwella. Został wysłany z listem do Mazarina. We Francji spotkał się ze stryjem, zapowiedział mu zemstę, po czym odkrył, że sędziami jego matki byli Atos i Aramis. Mazarin powierzył mu d’Artagnana i Portosa, by zdołał on złapać Karola I. Dokonał tego z nimi, przy okazji zabijając z pistoletu lorda de Winter. Później chciał zabić Atosa i Aramisa, ale ci uciekli wraz z Portosem i d’Artagnanem. Wówczas Mordaunt pojął, że cała czwórka to mordercy jego matki. Prześladował więc ich, przeszkodził im w uwolnieniu króla Anglii, którego osobiście ściął przebrany za kata. Złapany przez nich, dostał szansę honorowego zejścia w pojedynku z d’Artagnanem, ale uciekł i przygotował zasadzkę na statku „Błyskawica”. Jednak przyjaciołom udało się przeżyć, a sam Mourdant zginął zabity nożem przez Atosa, którego próbował zdradziecko utopić. Występuje tylko w II części.
- Lord de Winter – szwagier Milady, przyjaciel muszkieterów. Był katolikiem, w przeciwieństwie do większości Anglików. Odważny i szlachetny, ale też nieco dumny, a chwilami wręcz próżny. Nie zaopiekował się bratankiem, gdyż czuł do niego wstręt jako do syna Milady. Nie obchodził go los chłopaka, co skończyło się tym, iż ten znienawidził go. Starszy brat lorda poślubił Milady i zmarł otruty przez nią. On sam zaś wyjechał do Francji, gdzie zawarł znajomość z Atosem i d’Artagnanem, z którymi grał w kości w przydrożnej oberży. Potem z tym drugim pojedynkował się na szpady, bowiem d’Artagnan wystąpił w obronie Milady, na którą szwagier krzyczał. Pojedynek zakończył się porażką lorda, który jednak zaprzyjaźnił się z muszkieterem. Potem wrócił do Anglii, gdzie dowiedział się listownie od muszkieterów o zbrodniach Milady i planowanym zamachu na Buckinghama. By temu zapobiec, uwięził Milady, jednak ta uciekła. Ruszył więc za nią w pościg i dołączył do muszkieterów, razem z nimi dokonując na niej samosądu. Podczas rebelii w Anglii stał po stronie króla i zwerbował na jego służbę Atosa i Aramisa. Gdy król został zdradzony przez Szkotów, to właśnie lord wraz z Atosem i Aramisem chciał pomóc mu uciec. W tym celu nawet zamienił się strojami z królem, aby zmylić pościg. Jednak w pościgu brał udział Mordaunt, który rozpoznał stryja i zabił go strzałem z pistoletu. Lord występuje w I i II części.
- Ketty – służąca Milady, młoda, nastoletnia dziewczyna. Zakochana w d’Artagnanie zdradziła mu, że Milady romansuje na boku z hrabią de Wardes. Zazdrosny muszkieter zmobilizował Ketty chodząc z nią do łóżka, by ta przynosiła mu listy do hrabiego od Milady. Dzięki temu d’Artagnan upokorzył Milady, ale też odkrył jej sekret, co o mało nie przypłacił życiem. Uciekając od Milady niestety zostawił większość swoich rzeczy w sypialni kobiety, więc Ketty dała mu swoją sukienkę i pomogła uciec. Niedługo potem, bojąc się o swoje życie, dziewczyna sama uciekła do Atosa i poprosiła d’Artagnana o schronienie. Tu z pomocą przybył Aramis, który ukrył Ketty u księżnej de Chevreuse, szukającej służącej. Po latach, gdy księżna uciekała z Francji wygnana przez Richelieu, Ketty była u jej boku. Występuje w I i II części.
- Konstancja Bonacieux – żona Jakuba Michała, pierwsza wielka miłość d’Artagnana, nieco starsza od niego. Wydana za mąż za pana Bonacieux nie była szczęśliwa. Wiernie służyła królowej, której była pokojówką i powiernicą tajemnic. Z powodu tych tajemnic została aresztowana przez kardynała. Wymknęła się i uciekła do domu, gdzie jednak był zastawiony kocioł. Uratował ją wówczas d’Artagnan i oboje się w sobie zakochali. Konstancja umożliwiła królowej schadzkę z Buckinghamem, a potem poprosiła d’Artagnana o dostarczenie diamentów królowej z Anglii do Paryża. Po udanej akcji udała się na schadzkę z muszkieterem, ale została porwana przez męża i Rocheforta. W nieznany sposób królowa jednak uwolniła ją i ukryła w klasztorze Béthune pod imieniem Ketty. Tam też spotkała ją śmierć – została otruta przez Milady w chwili, gdy przybył po nią d’Artagnan. Zmarła na jego rękach. Występuje tylko w I części.
- Jakub Michał Bonacieux – mąż Konstancji, właściciel oberży, grubo starszy od niej. W jego gospodzie zatrzymał się d’Artagnan. Pan Bonacieux poślubił Konstancję, bo spodobało mu się mieć młodą i piękną żonę. Gdy została porwana, martwił się o nią, nawet poprosił d’Artagnana o pomoc w znalezieniu jej. Aresztowany niedługo potem, trafił do Bastylii, a następnie przed oblicze Richelieu, który zwerbował go do siebie na służbę. Od tego czasu szpiegował swoją żonę. Był mściwy, fałszywy i podły. Gdy odkrył romans żony, pomógł Rochefortowi ją uwięzić. Niedługo potem jednak naraził się Richelieu i trafił do Bastylii, gdzie spędził wiele lat. Nie wiadomo, jak się stamtąd wydostał i przyłączył do Frondy. Został śmiertelnie ranny przez Portosa podczas ataku na królewską karocę. Przerażony, uciekł do kościoła i poprosił młodego chłopca Friqueta (sługę radcy Broussela) o sprowadzenie pomocy. Zmarł jednak, nim jej doczekał. Występuje w I i II części.
- Jussac – dowódca gwardii kardynała, ulubieniec Richelieu. Wraz ze swoimi ludźmi nie raz dał się we znaki muszkieterom, wywołując z nimi walki. Do jednej z nich doszło w klasztorze karmelitów. Jussac poszedł tam sekundować swoim ludziom, którzy mieli jakiś spór między sobą i chcieli się pojedynkować. Ponieważ pojedynki były zakazane, trzeba było się udać tam, gdzie nikt ich nie zobaczy. Poszli więc do klasztoru karmelitów. Jednak tam spotkali trzech muszkieterów, którzy mieli pojedynek z d’Artagnanem. Gwardziści postanowili więc skorzystać z okazji i aresztować ich. Jednak walka zakończyła się ich porażką. Jussac stracił w niej jednego człowieka, a sam otrzymał śmiertelną ranę od d’Artagnana. Występuje tylko w I części.
- Bicarrat – gwardzista kardynała, wraz z Jussaciem i trzema innymi kardynalistami był w klasztorze karmelitów, gdzie doszło do walki pomiędzy nimi a trzema muszkieterami i d’Artagnanem. Bicarrat bił się wówczas z Portosem. Ranił go w ramię, a sam otrzymał ranę w udo. Pojedynek trwał długo, nawet gdy inni przestali się bić. Jego przeciwnik pytał go o pogodę i o inne sprawy. W końcu sam śmiertelnie ranny Jussac kazał mu przerwać walkę i poddać się. Bicarrat posłuchał rozkazu i złamał swą szpadę, by nie oddawać jej przeciwnikowi. Występuje tylko w I części. W III części dowiadujemy się, że miał on syna, który został gwardzistą króla.
- Jerzy de Bicarrat – syn pana Bicarrat, młody gwardzista armii króla Ludwika XIV. Był wśród żołnierzy, którzy oblegali Belle-Isle. Portos i Aramis wzięli go do niewoli, ale puścili go wolno ze względu na znajomość z jego ojcem, on zaś obiecał im pomóc. Gdy poddano Belle-Isle, a Aramis i Portos uciekali i schronili się w grocie, pech jednak chciał, że w jej pobliżu królewscy muszkieterowie urządzili polowanie na lisa z psami. Wśród polujących był Bicarrat. Obaj przyjaciele zabili psy. Wówczas Bicarrat wszedł do jaskini i zobaczył ich. Chciał im jednak pomóc i próbował odciągnąć kolegów od groty. Nie udało mu się to i myśliwi zginęli. Chwilę później zjawił się duży oddział żołnierzy króla i odkrywszy śmierć myśliwych ruszył do jaskini razem z załamanym psychicznie młodym Bicarratem. Chłopak został wówczas zabity z ciężkim sercem przez Portosa, który rozbił mu głowę żelazną rurą. Występuje tylko w części III.
- Kat z Béthune – wcześniej kat z Lille. Nie jest znane jego imię ani nazwisko. Niewiele o nim w sumie wiadomo. Miał młodszego brata, który został księdzem, jednak uległ Charlottcie Backson i wraz z nią okradał kościoły. Przyłapany na tym, został schwytany i kat musiał wypalić mu piętno czarnej lilii na ramieniu. Kat jednak chciał się zemścić na kobiecie, która do tego doprowadziła. Odszukał ją, uwięził i też wypalił jej czarną lilię. Jednak ona i jego brat uciekli z więzienia, a kat trafił do lochu oskarżony o pomoc bratu w ucieczce. Siedział tak długo, dopóki młody ksiądz nie wrócił – a wrócił dlatego, że Charlotta, podając się za Anne de Breuil, poślubiła hrabiego de La Fère i porzuciła kochanka. Młody ksiądz wrócił więc do więzienia, aby ratować brata, a potem powiesił się w celi. Kat nie darował tego kobiecie. Po jakimś czasie, gdy został katem w innym mieście o nazwie Béthune, odwiedził go Atos i poprosił, by ten pojechał z nim, gdyż trzeba dokonać wyroku na kobiecie występnej. Kat uczynił to, a wówczas okazało się, że to była ta sama kobieta, która zgubiła jego brata. Z wielką przyjemnością wziął więc udział w sądzie nad nią. Na dowód, że nie robi tego dla zysku, lecz z poczucia obowiązku, wrzucił wręczone mu za wykonanie wyroku pieniądze do wody, po czym przewiózł Milady na drugą stronę rzeki Lys i ściął ją, a jej ciało utopił. Po dwudziestu latach niedaleko Flandrii został napadnięty przez hiszpańskich maruderów i ciężko ranny. Z pomocą przyszli mu wówczas wicehrabia de Bragelonne i hrabia de Guise. Zabrali go oni do oberży i sprowadzili na jego prośbę mnicha, by go wyspowiadał. Mieli pecha – tym mnichem był syn Milady szukający pomsty na mordercach matki. Kat zginął zabity przez niego nożem chwilę po tym, jak powiedział mu wszystko, co wie o egzekucji Milady. Występuje w I i II części.
- Malicorn – młody szlachcic, utracjusz i dość niezwykła postać. Był kochankiem przyjaciółki Luizy de La Valliere. Gdy Luiza chciała zostać dwórką księżniczki Henrietty, poprosiła o pomoc przyjaciółkę, ta zaś zwróciła się do Malicorna. On sam zaś udał się do swego kompana Manicampa, który był cwaniaczkiem i umiał to i owo załatwić. Przy okazji Malicorn wydębił również stanowisko na dworze dla siebie. Malicorn przypadkiem znalazł się w oberży, gdzie umierał generał zakonu jezuitów i wybierał swego następcę, Aramisa. Występuje tylko w części III.
- Manicamp – kompan Malicorna, cwaniaczek i utracjusz, umiał wszystko załatwić. Przyjaźnił się z hrabią de Guise, od którego często wydębiał pieniądze. Załatwił Malicornowi stanowisko na dworze oraz stanowisko dwórki dla Luizy. To on jako jedyny ruszył z pomocą hrabiemu de Guise, gdy ten leżał ciężko ranny, postrzelony w pojedynku z wicehrabią de Wardes. Następnie Manicamp kłamał przed królem, że hrabia został ranny podczas polowania na dzika. Występuje tylko w części III.
- Prokurator Coquenard – stary i chciwy mieszczanin, mąż kochanki Portosa. Podejrzewał żonę o romans, ale niewiele go on obchodził, byle żona nie czerpała z jego kasy na utrzymanie kochanka. Gdy żona zaprosiła Portosa na obiad, przedstawiając go jako swego kuzyna, prokurator domyślił się wszystkiego, ale udał, że wierzy jej słowom, po czym przygotował najbardziej żałosny obiad na świecie, chcąc zniechęcić Portosa do swej małżonki. Potem, gdy odkrył, że żona uszykowała piękne konie dla Portosa i Mousquetona, zabrał je i szybko podmienił na żałosną żółtą chabetę i osła. Portos ośmieszyłby się, gdyby nie kochanka, która szybko dała mu nowe, lepsze konie. Niedługo przed zakończeniem oblężenia La Rochelle prokurator umiera. Występuje tylko w I części.
- Pani Coquenard – kochanka, a później żona Portosa. Grubo starsza od niego, zaborcza i zazdrosna o swego utrzymanka. Brzydka i stara, wierzyła naiwnie w wyznania miłosne muszkietera. Gdy ten jednak został ranny w czasie akcji „diamenty królowej” i poprosił ją o pomoc finansową, ona odmówiła jej podejrzewając, że Portos został ranny w czasie przygody z inną kobietą. Gdy Portos ozdrowiał, poszedł na mszę do kościoła i ceremonialnie podał wodę święconą Milady na oczach swej kochanki, a potem w rozmowie z kochanką popisał się znajomością z nią. Kobieta doprowadzona do pasji z zazdrości zaprosiła Portosa na obiad. Potem, gdy szedł pod La Rochelle, załatwiła ekwipunek i wierzchowce jemu i jego słudze. Gdy jej mąż umarł, Portos ożenił się z nią i osiedli oboje na wsi. Zmarła po osiemnastu latach małżeństwa z Portosem. Występuje tylko w I części. W II dowiadujemy się o jej śmierci.
- Baisemeaux de Montlezun – gubernator Bastylii, wcześniej członek gwardii kardynała Richelieu, a nieco później jeszcze kapitan gwardii kardynała Mazarina. Członek tajnej organizacji kierowanej przez zakon jezuitów. Wierny tej organizacji, wykonywał wszystkie jej polecenia. Stanowisko gubernatora Bastylii załatwił mu Aramis. Piastował ten urząd w chwili, kiedy Aramis przeprowadził swoją intrygę z człowiekiem w żelaznej masce w roli głównej - pan de Baisemeaux mimowolnie wziął w niej udział, pozwalając biskupowi Vannes uwolnić Filipa i zamknąć w Bastylii Ludwika. Występuje tylko w części III.

### Postacie historyczne
- Kardynał Richelieu – właściwie Armand Jean du Plessis de Richelieu, diuk, od dziecka przygotowany na duchownego. Zrobił karierę dzięki pomocy Marii Medycejskiej, możliwe też, że był jej kochankiem. Wraz z nią sprawował władzę regencyjną za małoletności Ludwika XIII. Miał wielki wpływ na króla, który się go bał i nienawidził, lecz wiedział, że jest mu on niezbędny. Richelieu wykorzystywał ten wpływ, aby utrzymać się na stanowisku I ministra. Co prawda w roku 1630 stracił swój urząd, ale tylko na 1 dzień, następnego go odzyskał i został formalnie zastępcą króla (wcześniej też nim był, ale nieoficjalnie). Wówczas zemścił się na swoich wrogach świętujących jego upadek. Richelieu był zakochany w Annie Austriaczce, ale kiedy ta odrzuciła jego względy, mścił się na niej knując przeciw niej intrygę za intrygą. Żadna na szczęście się nie powiodła. Richelieu to prawdziwy polityk, okrutny, bezwzględny wobec wrogów, nie ma przyjaciół i nie szuka ich. Nie wahał się nawet zlecić zabójstwa Buckinghama. Zachęcił króla do oblężenia La Rochelle, jednakże nie zrobił to z nienawiści do protestantów, lecz dlatego, że hugenoci mieli skłonności separatystyczne i mogli osłabić znacznie nie tylko Francję, ale i władzę absolutną, o którą on walczył dla króla. W powieściach ukazany jest jedynie ze swej negatywnej strony. Występuje tylko w I części, w II części natomiast jest wspominany przez głównych bohaterów, którzy wyrażają się o nim w samych superlatywach.
- Kardynał Jules Mazarin – właściwie Gulio Mazarini, Włoch z pochodzenia, następca kardynała Richelieu na stanowisku I ministra. Działał on za czasów sześciu miesięcy ostatnich lat życia Ludwika XIII, regencji Anny Austriaczki i pierwszych lat rządów Ludwika XIV. Ponieważ nie otrzymał pewnych święceń zmuszających go do życia w celibacie, został kochankiem, a później i morganatycznym mężem Anny Austriaczki, gdy ta owdowiała. Królowej nie kochał, zależało mu jedynie na władzy, jaką może z tego związku wyciągnąć. Był chciwy władzy i zachłanny na pieniądze, sporą ich część ukradł i ukrywał w swojej posiadłości w tajemnicy przed wszystkimi, nawet przed królową. Zagarnął nawet pierścień z diamentem, jaki królowa dała mu, żeby przekazał go d’Artagnanowi. Był jedyną osobą, która miała wpływ na Annę Austriaczkę, umiał ją odwieść od impulsywnych działań. Nienawidził Frondy i zwalczał ją okrutnie. Porwany przez czterech muszkieterów zgodził się na ich warunki, ale nigdy im tego nie zapomniał, a kiedy miał okazję, pozbawił d’Artagnana stanowiska kapitana muszkieterów. Pod koniec życia patrzył z rozpaczą na romans Ludwika XIV ze swą siostrzenicą, Marią Mancini. Jego uczniem został wówczas Jean Baptiste Colbert. Umierając poradził królowi, by nie mianował nikogo I ministrem, a także polecił mu Colberta na urzędnika. Podobnie jak Richelieu ukazany jest z samej negatywnej strony, lecz jako o wiele gorszy od Richelieu (który w powieści „Dwadzieścia lat później” został w porównaniu z nim ukazany w o wiele lepszym świetle). Mazarin występuje w II i III części.
- Anna Austriaczka – królowa Francji, żona Ludwika XIII, a potem Mazariniego, matka Ludwika XIV. Pochodziła z Hiszpanii, ale nazywano ją Austriaczką, gdyż była z dynastii Habsburgów, która wywodziła się z Austrii. Przez długi czas pozostawała bezdzietna, jednak potem urodziła Ludwikowi XIII trzech synów: Ludwika XIV, Filipa Żelazną Maskę oraz Filipa Orleańskiego. Nieszczęśliwa w związku wdała się w platoniczny romans z księciem Buckingham. Podarowała mu dwanaście diamentowych zapinek, co potem było przyczyną jej kłopotów. Muszkieterowie musieli odzyskiwać diamenty, o mało nie przypłacając tego życiem. Ciągle intrygował przeciwko niej Richelieu, którego względy odrzuciła. Po jego śmierci, a wkrótce potem i męża, wdała się w romans z Mazarinim, za którego potem wyszła. Podobno nawet urodziła mu syna. Posłusznie słuchała go we wszystkim, co znacznie przyczyniło się do wybuchu Frondy. Gardziła Paryżanami, których uważała za motłoch, bez skrupułów kazała do nich strzelać. Zgodziła się również na ukrywanie w odosobnieniu brata bliźniaka Ludwika XIV, a potem nawet kazała go aresztować, gdy odkrył on coś o swojej przeszłości. Pod koniec życia chorowała na raka piersi i na niego też umarła. Występuje we wszystkich częściach cyklu, z tym, że w I jest ukazana jako dobra, szlachetna i wrażliwa kobieta, zaś w II i III staje się okrutną, mściwą megierą, która chce na siłę nadrobić brak miłości w życiu i usilnie próbuje zawsze postawić na swoim.
- Ludwik XIII Sprawiedliwy – król Francji, syn Henryka IV i Marii Medycejskiej, mąż Anny Austriaczki, ojciec Ludwika XIV, Filipa Żelaznej Maski oraz Filipa Orleańskiego, brat Gastona Orleańskiego. Gdy jego ojca zamordowano, Ludwik był jeszcze dzieckiem. Wychowała go apodyktyczna matka i Richelieu, którego nienawidził. Gdy został pełnoletni, Richelieu i Maria Medycejska zaczęli walczyć ze sobą o wpływy na króla, ostatecznie wygrał ten pierwszy. Ludwik XIII nie kochał swojej żony, jednak był o nią zazdrosny. U Dumasa to słaby psychicznie, rozkapryszony jak dziecko zazdrośnik. Po cichu cieszył się z porażek swego I ministra, ale nie umiał się go pozbyć, gdyż wiedział, że bez niego nie da sobie rady. Musiał kilkakrotnie zwalczać spiski swego brata, który chciał go pozbawić tronu. Wierzył, że poddani go kochają, starał się też zasłużyć na przydomek Sprawiedliwy (który sam sobie nadał). Jako jeden z niewielu królów Francji nie miał kochanki. Zmarł sześć miesięcy po śmierci Richelieu. Występuje tylko w I części.
- Ludwik XIV – król Francji nazywany Królem Słońce. Syn Ludwika XIII i Anny Austriaczki, brat Żelaznej Maski oraz Filipa Orleańskiego. Miał 4 lata, gdy zmarł jego ojciec, więc władzę regencyjną za niego sprawowała Anna Austriaczka i kardynał Mazarini. Był ulubieńcem matki, która go rozpieszczała i wychowała w przeświadczeniu, że jako król może robić, co chce. Nienawidził Mazariniego, czekał tylko na jego śmierć. Lubił kobiety, ale był niestały w uczuciach. Najpierw kochał się w Marii Mancini, potem w Luizie de La Valliere, a wreszcie w Athenais de Montespan. Był narwany - najpierw działał, potem myślał. Pod wpływem nerwów kazał aresztować tych, co mu się narazili, nie myśląc przy tym o konsekwencjach swoich czynów, zaś na popełnienie przez siebie błędu zwykł mówić „Jestem jeszcze taki młody”, co było dla niego wytłumaczeniem na wszystko, co zrobi nie tak. Słuchał d’Artagnana, do którego miał wielki szacunek i poważanie, choć chwilami go on nieco irytował. Nie lubił zajmować się sprawami państwowymi, zrobił to dopiero wtedy, gdy o mało nie utracił na zawsze władzy na rzecz Żelaznej Maski. Wówczas porzucił bawienie się w dworskie intrygi i poważnie wziął się za kraj, choć nie rezygnował z rozrywek, na które wydawał miliony. Występuje w II i III części.
- Filip Żelazna Maska – postać właściwie legendarna, bowiem kto był więźniem w Żelaznej Masce nie wiadomo. Według Dumasa był to brat bliźniak Ludwika XIV o imieniu Filip. Urodził się on pół godziny po swym słynnym bracie. Ludwik XIII był przerażony ryzykiem, że młodszy bliźniak zaprzeczy starszemu prawa do tronu mówiąc, że to on urodził się pierwszy, a wówczas dojdzie do bratobójczej walki, a tego król nie chciał. Zapytał więc o zdanie Richelieu. Ten zaś poradził mu ukryć drugiego bliźniaka przed światem. I tak się stało. Gdy jednak Filip jako młodzieniec odczytał pewien list mówiący co nieco o jego pochodzeniu, jego opiekunowie wpadli w panikę. Powiedzieli o tym królowej, ta zaś kazała ich zlikwidować, a syna zamknąć w Bastylii. Był tam trzymany w wygodzie, czasami odwiedzany przez matkę, jednak z dala od świata. Po kilku latach odnalazł go w Bastylii Aramis, który ujawnił przed nim jego prawdziwe pochodzenie, ale przy okazji skłamał, że Ludwik wie o wszystkim i nie interesuje się bratem. Filip więc bez wahania zgodził się go zastąpić na tronie Francji. Wydobyty z więzienia wziął udział w intrydze Aramisa, jednakże nie powiodło im się i Filip został zdemaskowany. Ocalił życie tym, że ujawnił przy wszystkich swe pochodzenie i ośmieszył w ten sposób matkę. Ludwik bojąc się opublikowania tej wieści kazał zamknąć Filipa w twierdzy na Wyspie Św. Małgorzaty, gdzie miał on służbę, dostatnie i spokojne życie, lecz za cenę noszenie zawsze żelaznej maski na twarzy i pilnowania przez straże. Występuje tylko w III części.
- Maria Teresa – królowa Francji, żona Ludwika XIV, infantka hiszpańska. Wyszła za mąż za Ludwika, jednak nie była z nim szczęśliwa. Musiała znosić jego romanse i przygody miłosne ze stoickim spokojem, nie miała w nikim oparcia, nawet w teściowej, która uważała zachowanie syna za normalne. To biedna, skrzywdzona kobieta. Występuje tylko w części III.
- Filip Orleański Starszy – syn Ludwika XIII i Anny Austriaczki, brat Ludwika XIV, ojciec Filipa Orleańskiego Młodszego, mąż księżniczki Henrietty. Książę Andegaweni i Orleanu, nazywany Monsieur. Wcześniej był znany jako Filip Andegaweński, jednak po śmierci stryja Gastona został księciem Orleanu i otrzymał przydomek Orleański. Od dziecka był wychowywany na mazgaja, utracjusza i pasożyta, żeby tylko pod żadnym pozorem nie zagroził władzy swego brata, Ludwika XIV. Filip Orleański ożenił się z Henriettą Angielską, ale jej nie kochał, co jednak nie przeszkadzało mu być o nią zazdrosnym i pozbywać się jej ewentualnych kochanków (młodego Buckinghama, hrabiego de Guise). Sam spędzał czas głównie ze swym mignonem Kawalerem Lotaryńskim (który był nieoficjalnie jego kochankiem). U Dumasa jest to człowiek żałosny, rozkapryszony do granic niemożliwości, niemający żadnej pozytywnej cechy, przynoszący wstyd rodzinie. Występuje tylko w części III.
- Henrietta Angielska – córka Karola I i królowej Henrietty, siostra Karola II, żona Filipa Orleańskiego. Podczas rebelii w Anglii przebywała wraz z matką we Francji. Potem, gdy jej brat odzyskał władzę, została żoną brata Ludwika XIV, nie kochała jednak męża (z wzajemnością), za to zakochała się w królu Francji. Ten wdał się z w nią w romans, ale by go ukryć, postanowiono użyć jako parawanu jakieś dwórki. Wybór padł na Luizę de La Valliere. Niestety, Henrietta nie przewidziała, że jej dwórka naprawdę rozkocha w sobie króla. Zazdrosna księżniczka próbowała się jej pozbyć, ale król zakochany do szaleństwa w Luizie na to nie zezwolił. Księżniczka musiała więc znosić ich umizgi. Z zemsty wydała tajemnicę ich romansu wicehrabiemu de Bragelonne, narzeczonemu Luizy, pośrednio przyczyniając się tym do jego śmierci. Zmarła otruta przez Kawalera Lotaryńskiego (w książkach nie ma o tym wzmianki - jedynie księżniczka przepowiada Ludwikowi XIV, że jeśli coś złego ją spotka, to właśnie kochanka swego męża o to oskarża). W Henrietcie kochał się bez wzajemności hrabia de Guise, którego ona tylko lubiła, lecz ciągle kochała Ludwika XIV. Księżniczka to postać niejednoznaczna, bo z jednej strony to odrzucona, cierpiąca, pozbawiona bliskich osób kobieta (podobna jakże w tym zakresie do Marii Teresy), a z drugiej to okrutna, zazdrosna kobieta, nie umiejąca cofnąć się przed niczym, by upokorzyć rywalkę. Występuje w części II i III.
- George Villiers, książę Buckingham – premier Anglii, urzędnik i ulubieniec królów Jakuba I i Karola I. Znany z niezwykłej męskiej urody, odwagi, romantyzmu i poczucia obowiązku. Gdy przybył do Paryża z misją dyplomatyczną zakochał się w Annie Austriaczce. Nawet potajemnie się z nią spotkał i próbował posiąść, ale nie udało mu się, gdyż ledwo próbował to zrobić, królowa podniosła krzyk i przybiegły służki. Książę wyjechał, ale potem podstępnie zwabiony do Paryża przez intrygę kardynała Richelieu wrócił i spotkał się z wybranką swego serca, która wręczyła mu w prezencie dwanaście diamentowych zapinek. Książę był nieostrożny i nosił je podczas balu, co wykorzystała Milady, aby odciąć mu dwie z nich nożyczkami podczas tańca. Gdy d’Artagnan przybył do Anglii po spinki, książę szybko dorobił dwie dodatkowe i pomógł muszkieterowi wrócić do Paryża na czas i ocalić honor królowej. Potem szykował się do wsparcia protestantów z La Rochelle, ale Richelieu uniemożliwił to dzięki Milady – na skutek jej intrygi John Felton zasztyletował Buckinghama, który umarł, przed śmiercią otrzymując list z ostrzeżeniem o zamachu ze strony kardynała. Ostatkiem sił nakazał jeszcze wysłać do królowej skrzynkę na diamentowe zapinki, w którą włożył otrzymane od niej dwa listy (ten z prośbą o oddanie zapinek oraz ten z ostrzeżeniem o zamachu) oraz nóż, którym ugodził go Felton, po czym umarł. Dumas mocno wyidealizował w romantyczny sposób tę postać. Uczynił z niego romantycznego kochanka wiernego do końca jednej kobiecie. Występuje on tylko w I części.
- Młody książę Buckingham – syn księcia Buckingham, ukochanego Anny Austriaczki. Nie wiele o nim wiadomo, właściwie to prawie nic, poza tym, że jest strasznie podobny do ojca, przez co Anna Austriaczka niezwykle go polubiła. Przybył do Francji wraz z małym orszakiem księżniczki Henrietty Angielskiej, niestety księżniczka lubiła go zbyt mocno, co zazdrosny jej mąż źle odebrał i zażądał od matki odesłania księcia. Anna Austriaczka ze smutkiem zrobiła to. Jednak wracając do domu młody książę musiał pojedynkować się z wicehrabią de Wardes, który zaatakował go i miał zabić na rozkaz Filipa Orleańskiego. Młody Anglik zdołał się jednak obronić i ranić ciężko swego przeciwnika, po czym wrócił do domu, opatrzywszy wcześniej jego rany. Występuje tylko w części III.
- Maria Michon de Rohan, księżna de Chevreuse – z domu Michon, po mężu de Rohan. Przyjaciółka królowej, największa miłość Aramisa, matka Raula de Bragelonne. Wieczna intrygantka, znienawidzona przez kardynała Richelieu, który kilkakrotnie skazywał ją na banicję czy areszt domowy. Umożliwiła spotkanie królowej z księciem Buckingham, a także przesłała listownie wiadomość do Aramisa, gdzie przebywa Konstancja Bonacieux. Swego syna Raula ukrywała przed światem, bojąc się zemsty ze strony męża, księcia de Chevreuse. Po śmierci Richelieu wróciła do łask, jednak naraziła się Mazariniemu i znów musiała się ukrywać. Podczas Frondy Atos poznał ją z jej synem Raulem, wyjaśniając jej, kim on jest, ale nie mówiąc chłopcu, kim ona jest dla niego. Później żyła w odosobnieniu, korzystając z tego, że wszyscy myślą, że nie żyje. Jednak brakowało jej środków. Zdobyła więc papiery dowodzące, że Fouquet dokonał za rządów Mazariniego sprzeniewierzenia poważnej sumy pieniędzy. Chciała je sprzedać Aramisowi spotkanemu na pogrzebie generała zakonu jezuitów, ale jednak ten odmówił ich kupna, gdyż cena była dla niego zbyt wygórowana. Sprzedała je więc Colbertowi, który wykorzystał je do zniszczenia swego wroga. Colbert oprócz pieniędzy umożliwił jej spotkanie z Anną Austriaczką, od której księżna wydębiła sporą sumę pieniędzy za lek na raka piersi oraz za zachowanie dla siebie tajemnicy człowieka w żelaznej masce. Jej dalsze losy nie są opisane. Księżna budzi mieszane uczucia. Z jednej strony bowiem to przyjaciółka królowej, pomocnica i powiernica, największą miłość Aramisa, a z drugiej to nędzna intrygantka myśląca przede wszystkim o sobie, nie specjalnie przejmująca się swoim rodzonym synem, choć widok dorosłego Raula wzruszył ją i pobudził w niej matczyne uczucia. Występuje w II i III części, w I jest tylko wspominana.
- Nicolas Fouquet – generalny intendent królewskich finansów oraz generalny prokurator. Był najbogatszą osobą w państwie, miał piękniejszy pałac niż sam król, posiadał własnych poetów, żołnierzy, rzemieślników, nawet księży. Chciał być osobą drugą po królu. Kradł ile się dało z państwowej kasy, jednak przejawiał w tym chwilami prawdziwie dziecinną naiwność. Nie spiskował przeciwko królowi, choć myślał o byciu I ministrem. Zwerbował na służbę do siebie Aramisa, którego mianował biskupem Vannes i zlecił mu naprawdę zamku na wyspie Belle-Isle, co było wbrew prawu. Gdy na skutek działań d’Artagnana prawda wyszła na jaw, za radą Aramisa podarował zamek królowi, dzięki czemu uniknął kary. Gdy król chciał przybyć do jego pałacu w Vaux, urządził najdroższy bal na świecie. Ponieważ wskutek czujności Colberta nie mógł więcej kraść, był zmuszony sprzedać swój urząd generalnego prokuratora, by mieć za co urządzić bal. Mimo swoich starań króla zdenerwował przepych pałacu w Vaux, a także wiadomość o malwersacji sprzed lat i kazał aresztować Fouqueta. Aramis w tym samym czasie podmienił Ludwika na Filipa Żelazną Maskę, jednakże nieopatrznie powiedział o tym wszystkim Fouquetowi. Ten zaś poczuł się odpowiedzialny za króla, który był jego gościem, więc go uwolnił, choć nie otrzymał za to ułaskawienia i resztę życia spędził w więzieniu. Fouquet ukazany przez Dumasa to niejednoznaczna postać – z jednej strony to złodziej państwowych pieniędzy i typowy polityk, a z drugiej to człowiek nieco naiwny i lojalny wobec swoich. Występuje tylko w III części.
- Jean-Baptiste Colbert – urzędnik królewski, uczeń Mazariniego, przebiegły i umiejący myśleć, nie rozrzutny. Wymyślił, że żeby oszczędzić wydatków można nie produkować złote zdobienia do mundurów żołnierzy z prawdziwego złota. Gdy Mazarini umierał i nie chciał oddawać skradzionych pieniędzy królowi, to Colbert poradził mu, żeby zapisać tę sumę w testamencie królowi, wydziedziczając w ten sposób swoje siostrzenice. Król, zgodnie z przewidywania Colberta, ku rozpaczy matki, zrzekł się zapisu na rzecz panien Mancini. Mazarini umierając polecił Colberta królowi. Ten widząc jego spryt uczynił go intendentem. Jednak Colbert chciał być generalnym intendentem, więc spiskował przeciwko Fouquetowi, którego uważał za pasożyta i darmozjada szkodzącego krajowi. Skorzystał więc z okazji i zniszczył Fouqueta za pomocą dokumentów zdobytych podstępnie przez księżną de Chevreuse, po czym objął stanowisko swego wroga i wyciągnął z nędzy gospodarkę Francji np. poprzez system merkantylizmu. Podobnie jak Fouquet Colbert budzi mieszane uczucia, gdyż z jednej strony jest uczciwym politykiem, nie okradającym kasy państwa i dbającym o gospodarkę, a z drugiej cwaniakiem i intrygantem, który nie cofnie się przed niczym, żeby zniszczyć swego wroga. Występuje tylko w III części.
- Kapitan de Treville – właściwie Jean du Peyrer, hrabia de Treville, kapitan królewskich muszkieterów, dawny znajomy ojca d’Artagnana. Przyjął do siebie młodego Gaskończyka, dawał mu dobre rady i naprowadzał go na właściwą drogę. Dbał również o wszystkich innych swoich muszkieterów, zwłaszcza o Atosa, Portosa i Aramisa. Nieraz musiał tłumaczyć się z ich poczynań królowi oraz bronić ich przed zemstą kardynała. Swoich żołnierzy kochał jak własne dzieci. Bywał surowy, ale też wyrozumiały oraz sprawiedliwy. Występuje tylko w I części.
- Kawaler Filip Lotaryński – mignon (faworyt) Filipa Orleańskiego, a potajemnie i jego kochanek. Znienawidzony przez księżniczkę Henriettę. Zazdrosny o brata króla nie dopuszczał do jakichkolwiek bliższych stosunków jego z żoną. Donosił księciu o każdym spotkaniu jego żony z hrabią de Guise lub młodym Buckinghamem. Brał udział w zwariowanych eskapadach księcia Filipa pełnych przemocy, alkoholizmu i bezmyślnego wandalizmu. Postać odpychająca. W końcu zostaje przegnany przez Ludwika XIV na prośbę księżniczki Henrietty, którą potem z zemsty przez zaufanych ludzi otruł. Występuje tylko w III części.
- Hrabia de Wardes – agent kardynała Richelieu, oddany mu i wiernie wykonujący jego polecenia. Miał uniemożliwić dotarcie d’Artagnanowi do Anglii, sam zaś miał tam płynąć zaopatrzony w glejt od Richelieu, jednakże d’Artagnan zaczaił się na niego i pokonał go w pojedynku zadając mu cztery rany, sam zaś otrzymał jedną w żebra. Po tym starciu Gaskończyk odebrał mu glejt i zostawił hrabiego rannego w lesie razem z jego sługą Lubinem. On sam zaś jako hrabia dotarł do Anglii. Potem de Wardes długo się kurował, ale wyzdrowiał, by romansować z Milady. Jednakże zakochany w kobiecie d’Artagnan uniemożliwił mu schadzki z nią przejmując jej listy do niego i odpisując jako on, a nawet raz udając go w jej sypialni. Występuje tylko w I części.
- Wicehrabia de Wardes – syn hrabiego de Wardes, podobnie nędzny i podły jak jego ojciec, choć później nieco się zmienił. Szczególną nienawiścią darzył hrabiego de Guise i Raula, dokuczał im obu na każdym kroku, prowokował ich i poniżał. Nigdy zaś nie zapomniał d’Artagnanowi tego, że to on uniemożliwił jego ojcu romans z Milady i w ten sposób upokorzył go. Wicehrabia miał również zabić na rozkaz Filipa Orleańskiego młodego Buckinghama, ale nie udało mu się i w starciu z nim został ranny. Ledwo uszedł z życiem. Później jeszcze pojedynkował się na pistolety z hrabią de Guise i ciężko go zranił. Najpierw uciekł, jednak potem sprowadził na pomoc Manicampa i razem z nim ocalił de Guise'a. Występuje tylko w części III.
- Luiza de La Valliere – dwórka księżniczki Henrietty, pierwsza faworyta Ludwika XIV, ukochana wicehrabiego de Bragelonne, którego znała od dziecka. Bawiła się z nim jako mała dziewczynka. Zawsze kochała go jak brata, ale niestety on kochał ją mocniej, a ona nie umiała mu powiedzieć, że nie darzy go taką miłością. Wolała go okłamywać i zostać jego narzeczoną, dając mu fałszywą nadzieję na szczęśliwy związek z nią. Była dziewczyną słabego charakteru, często reagowała płaczem na coś, co ją bolało, nie umiała walczyć o swoje. Gdy przybyła na dwór zakochała się w królu. Potem miała zostać użyta jako parawan do romansu króla z jego bratową, ale Ludwik podsłuchał rozmowę dziewczyny z jej przyjaciółką i dowiedział się o jej miłości do swojej osoby. Od tego czasu postrzegał ją inaczej, a nawet zakochał się w niej i uczynił z niej swoją faworytę, co doprowadziło Henriettę do wściekłości. Próbowała pozbyć się rywalki wyprawiając ją z dworu, ale Ludwik sprowadził Luizę z powrotem i zmusił księżną do jej tolerowania. Jednak ta z zemsty ujawniła ich romans Raulowi, co doprowadziło chłopaka do rozpaczy. Luiza czuła wyrzuty sumienia z powodu tego, co zrobiła, ale nie na tyle silne, by zerwać z królem. Mimo usilnych starań straciła miłość Ludwika XIV, który skierował swe uczucia ku markizie de Montespan. Luiza nie umiała wybrać mężczyzny, który ją szczerze kochał, a nawet nie umiała być z nim uczciwa. Wybrała ulotną miłość króla i stała się ofiarą jego zmienności. Występuje w części II i III.
- Hrabia de Guise – młody arystokrata, najlepszy przyjaciel Raula, jeden z tzw. ulubieńców księcia Filipa Orleańskiego. Raula poznał w chwili, gdy podróżując do Flandrii nieomal utonął i to właśnie wicehrabia de Bragelonne go ocalił. Obaj zostali wówczas serdecznymi przyjaciółmi. Razem walczyli na froncie, pełnili obowiązki na dworze. Hrabia jednak zakochał się nieszczęśliwie w księżniczce Henrietcie, która była zakochana w królu, a hrabiego traktowała jak przyjaciela. Zazdrosny małżonek Henrietty doprowadził do tymczasowego odprawienia de Guise'a z dworu, jednak król sprowadził młodzieńca z powrotem. On jednak nie mógł i tak być z ukochaną, więc świadomie szukał śmierci. Dlatego wdał się w pojedynek z wicehrabią de Wardes, który obraził księżniczkę Henriettę – lecz dla pozoru wyzwał go dopiero wtedy, gdy ten obraził Luizę. Pojedynek ten zakończył się dla niego ciężką raną, od której mógł zginąć, jednak z pomocą swego przeciwnika oraz Manicampa powrócił do zdrowia. Król zaś dowiedziawszy się o rzekomej przyczynie pojedynku, czyli Luizie, darował walczącym winę. De Guise pełni w trylogii podobną rolę, co Raul. On też kocha kobietę, która zamiast niego woli króla. Występuje w II i III części.
- John Felton – porucznik angielski, purytanin będący na służbie u lorda de Winter, który kiedyś uratował mu życie. Był oddany i wierny lordowi. Z natury fanatyk religijny. Podobnie jak wszyscy purytanie nienawidził i potępiał księcia Buckingham za jego rozwiązły tryb życia. To Felton aresztował Milady, gdy ta przybyła do Anglii z misją zabicia księcia. On również pilnował jej, by nie uciekła. Jednakże mógł z nią rozmawiać, co Milady wykorzystała do uwiedzenia go i ukazania mu się jako biedna kobieta zhańbiona i niesłusznie napiętnowana przez księcia Buckingham. Przekonała go również, że Buckingham to antychryst i wróg protestanckiej sprawy. Felton uwierzył Milady mimo początkowych wahań, pomógł jej uciec, po czym odwiedził Buckinghama, chcąc, by ten ułaskawił Milady i zniósł z niej karę, jaką na nią nałożył. Gdy Buckingham odmówił, Felton wydobył nóż i zabił go. Pochwycony na tym uczynku dał się pojmać, jednak nie przyznał się do związku Milady z całym tym wydarzeniem, lecz powiedział, że przyczyną jego postępku była odmowa awansowania go na kapitana. Za zabójstwo został rozstrzelany. Występuje tylko w I części.
- Karol I – król Anglii z dynastii Stuartów, syn Jakuba I, ojciec Karola II i Jakuba II oraz księżniczki Henrietty. U niego, podobnie jak u jego ojca, służył jako premier znienawidzony przez purytanów książę Buckingham. Za sprawą jego niezbyt pomyślnych rozporządzeń i działalności złych urzędników wybuchła w Anglii republikańska rebelia z Oliverem Cromwellem na czele. Po kilku przegranych z siłami republiki uciekł do Szkocji, jednak szkocki wódz, u którego się schronił sprzedał go rebeliantom. Król trafił pod sąd i został ścięty przez Mourdanta, który zgłosił się jako ochotnik do ścięcia króla. Przed śmiercią Karol I zdążył porozmawiać ze znajdującym się pod szafotem Atosem i przekazać mu tajemnicę o skarbach w zamku Newcastle i poprosić o to, by je wykorzystał, by pomóc jego synowi. Jego ostatnimi słowami było słowo „Remember” (Pamiętaj) skierowane do Atosa. Kropla jego krwi po ścięciu spadła na czoło hrabiego de La Fère. Karol I został przez Dumasa dość mocno wyidealizowany i ukazany jako wzór oświeconego i szlachetnego monarchy. Odznaczył Atosa i Aramisa Orderem Podwiązki. Występuje tylko w części II.
- Karol II – król Anglii z dynastii Stuartów, syn Karola I, brat Jakuba II i księżniczki Henrietty. Jako dziecko musiał wraz z bratem patrzeć na śmierć ojca. Jako dorosły próbował wykorzystać chaos w Anglii po śmierci Cromwella i odzyskać tron. Potrzebował jednak pomocy. Ludwik XIV mu jej odmówił, ale ofiarował ją hrabia de La Fère, który wykorzystał w tym celu skarby z zamku Newcastle. Pomógł również d’Artagnan, który porwał generała Moncka i dostarczył go Karolowi II, ten jednak kazał generała wypuścić, zyskując w ten sposób jego wdzięczność i pomoc. Dzięki staraniom Moncka oraz dwóch dawnych muszkieterów młody król zasiadł na tronie i nagrodził swych wybawców – Atos otrzymał Order Złotego Runa, d’Artagnan sporą sumę pieniędzy, a Monck urząd. Potem Karol II organizuje ślub swojej siostry Henrietty z Filipem Orleańskim. Na dwór Karola II wyjeżdżą Raul z misją dyplomatyczną. Ten król, podobnie jak jego ojciec, został dość wyidealizowany przez Dumasa. Występuje tylko w III części.
- Królowa Henrietta – córka Henryka IV i Marii Medycejskiej, siostra Ludwika XIII i Gastona Orleańskiego, żona Karola I, matka Karola II, Jakuba II i księżniczki Henrietty Angielskiej. Wydana za mąż za Karola I nie była z nim zbyt szczęśliwa, głównie z powodu religijnych: ona była katoliczką, a on protestantem (anglikaninem). W powieści jednak ukazana jest jako kochająca troskliwa matka i żona. Podczas rebelii schroniła się z najstarszą córką o tym samym imieniu we Francji, zaś Anna Austriaczka zapewniła jej „troskliwą” opiekę i to taką, że nawet na opał nie starczyło i gdyby nie wsparcie Francuzów wiernych córce ukochanego władcy Henryka IV, ich los byłby kiepski. W powieści Atos i Aramis przynoszą jej wieści o śmierci jej męża, co ona przyjmuje z bólem. Występuje tylko w części II.
- Oliver Cromwell – przywódca angielskiej rewolucji, która obaliła króla Karola I i powołała w kraju republikę. Przyczynił się do uwięzienia króla, a potem jego ścięcia. Obawiając się, że może podzielić los ex-władcy, nie został królem, lecz przyjął tytuł lorda protektora, który potem przypadł jego synowi, lecz ten zrezygnował z niego, wskutek czego w Anglii zapanowała anarchia, a Karol II odzyskał władzę. Dumas ukazał Cromwella jako żądnego władzy dyktatora, jednak nie pozbawionego zasad moralnych – np. czuje on wstręt do Mourdanta i żałuje, że Karol I ma prawdziwych lojalnych przyjaciół, czego on o sobie powiedzieć nie może. Oddaje synowi Milady życie czterech muszkieterów i pozwala z nimi zrobić, co on sobie tylko wymyśli. Osobiście przygotował statek „Błyskawica”, który miał być wysadzony razem z Karolem I i muszkieterami w czasie ich próby ucieczki do Francji. W ten sposób król miał zginąć w opinii ludzkiej z wyroku Boga, a nie Cromwella. Dlatego Olivera zdenerwowało to, że Mourdant zgłosił się do ścięcia króla i w ten sposób zmusił go do publicznej egzekucji. Występuje tylko w II części.
- Generał George Monck – jeden z dowódców wojsk angielskich działający w czasach anarchii w Anglii po śmierci Cromwella. Walczył o władzę z mniej popularnym generałem Lambertem. Mimo bycia przeciwnikiem króla pozostał człowiekiem szlachetnym i odważnym. Pozwolił Atosowi zabrać skarby z zamku Newcastle, choć ten mu się przyznał, że to nie są jego rodzinne pamiątki, lecz złoto do wsparcia króla Karola II. Został porwany przez d’Artagnana i zabrany do Karola II, który jednak puścił go wolno. Monck zyskał wówczas szacunek do króla. Wykorzystując swe wpływy przeciągnął na swą stronę stronników Lamberta i wraz z nimi zwycięsko wkroczył do Londynu, a następnie oddał zdobytą władzę królowi. Później również, ponieważ nadal uważał się za jeńca d’Artagnana, oddał mu jako symbol swej niewoli swoją szpadą, którą następnie wykupił za grubą sumę pieniędzy. Występuje tylko w III części.
- Książę de Beaufort – wielki magnat, jeden z najważniejszych przywódców Frondy (obok Wielkiego Kondeusza). Jest wielkim panem z zachowania i charakteru, próżny, nieco arogancki, ale też i odważny i przebiegły. Nienawidził kardynała Mazarina. Za przewodzenie Frondzie został uwięziony w twierdzy Vincennes, jednakże nawet i tam kpił z kardynała robiąc np. jego karykaturę czy kukłę z chleba i wieszając ją na małej szubienicy. Atos posłał mu na pomoc swego sługę Grimauda, który został jego strażnikiem. Powiadomił on księcia o szykowanym planie ucieczki dla niego. Informatorem księcia został Rochefort przebrany za robotnika, który kopał rów pod murami zamku i kiedy książę grał w piłkę przerzucał ją przez mury, to Rochefot mu ją odrzucał z wiadomością. W końcu przysłano mu pasztet z ukrytą tam drabinką sznurową, dwoma sztyletami i kneblem dla naczelnika, który w dniu ucieczki jadł z więźniem obiad. Beaufort i Grimaud uciekli, a pod murem czekali już na nich Atos, Aramis i Rochefort. W pościg za nimi ruszyli d’Artagnan, Portos i Mouston, doszło nawet do walki pomiędzy ścigającymi a ściganymi, ale gdy się oni rozpoznali, przerwano ją. Potem de Beaufort dowodził armią Frondy podczas bitwy z wojskami królowej i kardynała. Mimo pewnych ustępstw ze strony Mazariniego dalej prowadził walki. Po Frondzie na pewien czas stracił łaski króla Ludwika XIV, ale wrócił do nich. To on rusza na czele armii do Afryki bronić francuskich kolonii, zachęcając załamanego Raula do wzięcia udziału w tej wyprawie. Występuje w II i III części.
- Radca Pierre Broussel – stary mieszczanin mieszkający w Paryżu, był rzecznikiem i obrońcą praw mieszczan, z tego względu był ulubieńcem ludu znienawidzonym przez królową. Bronił praw ludu przed zmniejszaniem ich przez kardynała, nakładaniem na mieszczan ogromnych podatków itp. Kiedy d’Artagnan wraz z Portosem ścigał uciekającego księcia de Beaufort, przewrócił i o mało nie stratował na śmierć radcę. Na szczęście mężczyzna szybko został zabrany z ulicy do domu i wyleczony. Niestety w ramach protestu przeciwko gwałtu dokonanego na jego osobie wybuchły zamieszki, a królowa kazała aresztować radcę. To wywołało jeszcze większe zamieszki i szturm na pałac królewski. Królowa kazała otworzyć do buntowników ogień, lecz to tylko zwiększyło ich wściekłość. Rodzinę królewską uratował Mazarin wymuszając na królowej uwolnienie radcy. Broussel występuje tylko w II części.
- Francoise-Athenais de Rochechouart, markiza de Montespan – młoda arystokratka, przyjaciółka Luizy. Na początku poznajemy ją jako pannę, później zostaje ona żoną markiza de Montespan. W przeciwieństwie do Luizy de La Valliere jest zimna, samolubna i żądna władzy oraz zaszczytów. Kiedy Raul załamany wyjeżdżą na front, gdzie potem ginie, Athenais bez najmniejszych skrupułów dokucza Luizie i daje jej do zrozumienia, że to ona jest za to odpowiedzialna. Po kilku latach zastąpiła Luizę na miejscu królewskiej metresy. Postać odpychająca. Występuje tylko w części III.
- Kanclerz Sequir – dworzanin króla Ludwika XIII. Służbista, posłusznie wykonuje polecenia króla. Gdy Ludwik uwierzył, że jego żona pisze list miłosny do kochanka (zasugerował mu to Richelieu) to właśnie kanclerz otrzymał zadanie zrewidowania królowej i jej pokoju oraz odebrania listu. Był przy tym lekko nieśmiały i jakby przerażony, ale polecenie wykonał. Królowa schowała list w dekolcie swej sukni i długo nie chciała go oddać, dopiero kiedy kanclerz powiedział jej o tym, że ma prawo ją zrewidować, oddała list. Na jej szczęście był to list do jej brata, króla Hiszpanii, w którym władczyni Francji zachęcała brata do zagrożenia jej mężowi wojną, jeśli ten nie usunie Richelieu ze stanowiska. Kanclerz jest jeszcze ukazany epizodycznie podczas ukazania dworu królowej Anny Austriaczki za czasów Frondy. Występuje w I i II części.
- Pan de La Porte – pierwszy pokojowiec królowej, ojciec chrzestny Konstancji Bonacieux, był wtajemniczy podobnie jak i ona w różne tajemnice Anny Austriaczki, wiedział np. o planowanym przez nią spotkaniu z księciem Buckingham. To do niego d’Artagnan odprowadził Konstancję kiedy uratował ją z kotła zastawionego w jej domu. To on również poradził chłopakowi wyrobić sobie alibi na tę noc. Później La Porte, będąc człowiekiem w średnim wieku, osobiście opiekował się młodym Ludwikiem XIV podczas okresu regencji Anny Austriaczki i kardynała Mazarina. Występuje w części I i II.
- Markiz de Saint-Again – dworzanin Ludwika XIV, wierny mu i lojalny, wtajemniczony w romans króla z Luizą. Żeby mu go umożliwić przeniósł się do innego mieszkania na dworze, pod którym zbudował podziemny pokój. Tam zaś spotykali się król z Luizą, a nawet tam malowano portret panny de La Valliere. Na skutek intrygi zazdrosnej księżniczki Henrietty Raul dowiedział się o tym i nie mogąc zemścić się na królu chciał zabić w pojedynku markiza. Poprosił Portosa, by był jego sekundantem i wyzwał markiza na pojedynek – jako jego powody podał przeprowadzenie się, zbudowanie podziemnego pokoju i malowanie portretu. Gdy markiz to usłyszał od Portosa przeraził się, zwłaszcza, że baron du Vallon był gotowy zaciągnąć go na pojedynek siłą. Markiza uratowało jedyne pilne wezwanie do króla. Jemu opowiedział o wszystkim, zaś Ludwik zabronił mu walczyć. Markiz występuje tylko w III części.
- Jean Percerin – królewski krawiec, miał niezwykle wysublimowany gust. Potrafił każdego pięknie i elegancko ubrać. Czasami jako pomocnik pracował u niego Molier. U Percerina ubierał się także sam Portos, który jednak nie lubił, by dotykać go w czasie brania miary. Wówczas z pomocą przyszedł Molier. Krawiec występuje tylko w części III.
- Molier – słynny komediopisarz, autor wielu poczytnych sztuk takich jak „Świętoszek” czy „Skąpiec”. W swojej powieści Dumas pokazuje go jako zabawnego i wesołego człowieka, zawsze chętnego do śmiechu. Ukazuje go też, gdy w przebraniu krawieckiego pomocnika pomaga pobrać miarę od grymaśnego Portosa: bierze miarę z manekinów oraz rysuje postać Portosa na lustrze i też pobiera z niej miarę. Po tym wszystkim wpada na pomysł na napisanie sztuki „Mieszczanin szlachcicem”, gdzie Portos staje się pierwowzorem pana Jourdain. Występuje tylko w III części.

### Kontekst historyczny
Dumas niezwykle wiernie ukazuje historyczne realia tamtych czasów. W pierwszej części mamy wiernie ukazaną rywalizację o władzę Ludwika XIII i kardynała Richelieu. Walki pomiędzy gwardiami obu tych panów, nienawiść kardynała do królowej, również oblężenie La Rochelle i zasztyletowanie Buckinghama oraz wcześniej romans tego księcia z Anną Austriaczką - to wszystkie jest również pokazane zgodnie z prawdą. W drugiej części mamy opis Frondy we Francji oraz rewolucji w Anglii. Tu już autor dał upust swojej wyobraźni zmieniając kilka istotnych faktów, co było jednak niezbędne, aby jego bohaterowie mogli zrobić to, co zrobili. Opis budowy ulicznych barykad przez mieszczan, ich nastroje i zasady, o jakie walczą, Dumas wzorował na swoich własnych przeżyciach – brał bowiem udział w rewolucji lipcowej roku 1830. W trzeciej części ukazał restaurację dynastii Stuartów w Anglii, śmierć Mazarina i pierwsze lata rządów Ludwika XIV, również jego romans z Luizą de La Valliere, upadek wszechwładnego Fouqueta, karierę Colberta i całą atmosferę królewskiego dworu tamtych czasów. Nawet okoliczności poznania się króla z Luizą są prawdziwe. Dumas jednak nie oparł się ukazaniu swoich sympatii i antypatii. Wyraźnie nie darzy on sympatią królów Ludwika XIII i Ludwika XIV. Ich dwór jest ukazany jako banda pasożytów żyjących na koszt państwa i zarabiających miliony praktycznie za nic, podczas gdy lud głodował. Kardynał Richelieu zaś typowy nędzny intrygant, bezwzględny polityk, czarny charakter pozbawiony wszelkich moralnych hamulców. Nie wiemy nic o jego sukcesach dyplomatycznych ani politycznych. Wiemy jedynie o jego nienawiści do królowej, manipulowaniu królem i brak zachowywania czystości (kardynał miał bowiem kochanki). Kardynał Mazarini został ukazany niemalże tak samo, lecz z pewnymi różnicami. On również jest nędznym intrygantem, cwaniakiem i mataczem. W przeciwieństwie jednak do swego poprzednika jest złodziejem i malwersantem, kradnie ile się da i gdzie się da, ukrywa w swych prywatnych posiadłościach grube miliony podczas gdy kasa państwowa świeci pustkami. By zaś ją napełnić podnosi podatki na lud, który nie ma już ich praktycznie z czego płacić. Mazarin jest również potajemnie mężem Anny Austriaczki – co bynajmniej nie jest wymysłem Dumasa, kardynał i królowa mieli romans, a wiele pamiętników z tamtych czasów mówi o tym, że byli małżeństwem. Obraz Mazarina jest nieco krzywdzący, podobnie jak obraz Richelieu (który notabene w porównaniu ze swym następcą w „Dwadzieścia lat później” wypada w o wiele korzystniejszym świetle). Idealizacji za to ulegają Anna Austriaczka (ale tylko w pierwszej części, bo w drugiej i trzeciej idealizacja zanika), Karol I i Karol II, a także sam książę Buckingham. Opis Frondy zaś jest niedwuznaczny, bowiem Dumas stoi wyraźnie po stronie królewskiego stronnictwa, o ile jednak rządy królowej będą sprawiedliwe i oświecone - w przeciwnym razie on popiera lud idący na barykady.

#### Zmiany w historii
Dumas jako pisarz miał prawo nagiąć historię do swoich własnych celów. I robił to bez najmniejszych skrupułów w powieściach o muszkieterach. Oto najsłynniejsze zmiany:
- Fronda we Francji miała dwa etapy: najpierw była to mieszczańska w latach 1648-1649, a później arystokratyczna w latach 1649-1653. U Dumasa obie Frondy dzieją się w tym samym czasie, a mieszczanie i arystokraci walczą ramię w ramię.
- Rebelia w Anglii trwała kilka lat. Pojmanie króla Karola I nastąpiło w 1647, a egzekucja w 1649. U Dumasa oba te wydarzenia dzieją się w roku 1649.
- Kat, który ściął Karola I, poprosił go zgodnie ze zwyczajem o wybaczenie, lecz król mu go nie dał. W powieści Dumasa nie ma tego wydarzenia.
- Celowo pominięto milczeniem fakt, iż podczas pierwszej schadzki Buckinghama z królową Francji premier Anglii próbował niemalże zgwałcić Annę Austriaczkę - w powieści doby romantyzmu takie coś by nie przeszło (Buckingham jedynie dwuznacznie mówi królowej Annie o ich pierwszej schadzce, która im się „nie udała”).
- Sprawa z diamentowymi spinkami miała miejsce naprawdę, jednak wyglądała zupełnie inaczej, zaś diamenty królowej nie przywieźli muszkieterowie, lecz księżna de Chevreuse.

#### Błędy w cyklu
Dumas miał zwyczaj nie czytać tego, co raz już napisał. Dopiero pod koniec życia czytał on swoje powieści, gdyż, jak powiedział, wcześniej nie miał na to czasu. Wskutek tego niekorygowania faktów doszło w powieściach o muszkieterach do kilku błędów. Oto one:
- Atos opowiadając d’Artagnanowi o pierścieniu, jaki ofiarował Milady. Mówi, że pierścień ów otrzymała jego matka od swojej matki. Nieco później jednak wspomina, że jego ojciec dał go jego matce w prezencie ślubnym
- w czasie trwania akcji Trzech muszkieterów rządził w Anglii Karol I. Jednak gdy Dumas opisuje śmierć Buckinghama pisze, że opłakiwał go król Jakub I.
- w Trzech muszkieterach de Wardes jest hrabią. Jednakże pod koniec powieści, kiedy muszkieterowie odprawiają sąd nad Milady to mówią o nim „baron de Wardes”. A więc Dumas zdegradował go o jeden stopień w hierarchii arystokratycznej. Za to w Wicehrabi de Bragelonne de Wardes jest wspominany znowu jako hrabia.
- w Trzech muszkieterowie Rochefort jest hrabią i tak też tytułują go Richelieu oraz Milady. Pod koniec powieści, gdy Rochefort aresztuje on d’Artagnana na rozkaz kardynała, przedstawia się jako kawaler de Rochefort. Później w powieści Dwadzieścia lat później Rochefort znowu jest hrabią.
- w powieści Trzej muszkieterowie lord de Winter mówi, że jego młodszy brat był mężem Milady. Nieco później Milady opowiada Feltonowi, że jej mężem był jego starszy brat.
- kiedy d’Artagnan powraca z Anglii dowiaduje się od kapitana de Treville, że król mianował go królewskim muszkieterem. W dalszym ciągu powieści Gaskończyk jednak dalej jest gwardzistą królewskim. Na końcu książki, gdy Richelieu mianuje go porucznikiem, znowu jest muszkieterem.
- gdy Richelieu daje Milady carte blanche, na nim jest zapisana data 3 grudnia 1627 r. Gdy jednak d’Artagnan pod koniec książki oddaje carte blanche Richelieu, widnieje na nim data 5 sierpnia 1628 r, która zdecydowanie bardziej pasuje do wydarzeń opisanych w Trzech muszkieterach.
- W powieści Trzej muszkieterowie Milady jest nieraz wspominana jako hrabina de Winter. W całej trylogii nie ma jednak wzmianki o tym, aby jej mąż był hrabią. Jeśli jednak nim był, to lord de Winter zaś, jako młodszy brat męża Milady, po jej śmierci i wydziedziczeniu przez Karola I bratanka powinien zostać hrabią de Winter, ale tak się nie dzieje.
- pod koniec akcji Trzech muszkieterów Atos ma trzydzieści sześć lat, a zatem w Dwadzieścia lat później powinien mieć pięćdziesiąt sześć. Natomiast Dumas pisze, że miał on czterdzieści siedem.
- W Trzech muszkieterach kat z Lille doskonale zna Milady de Winter, więc na pewno również znał jej prawdziwe nazwisko - Karolina Backson. Jednak w powieści Dwadzieścia lat później kat, spowiadając się Mordauntowi, przedstawia mu Milady jako Anne de Breuil, czyli nazwiskiem, którym przedstawiła się Atosowi wychodząc za niego za mąż - nazwiskiem, którego kat nie mógł znać.
- W Trzech muszkieterach oraz w Dwadzieścia lat później d’Artagnan nie zna angielskiego, natomiast w Wicehrabim de Bragelonne już doskonale posługuje się tym językiem, choć nie jest powiedziane, kiedy się go nauczył i w ogóle istnieje wątpliwość, aby kiedykolwiek miał taką możliwość.
- w Trzech muszkieterach Portos nie zna żadnego obcego języka, jednak w Dwadzieścia lat później nagle się okazuje, że zna hiszpański.
- W powieści Wicehrabia de Bragelonne Atos wspomina, że on i Grimaud byli w Anglii ratując króla Karola I w roku 1641. A przecież był to rok 1649.
- W Wicehrabi de Bragelonne Raul ma dwadzieścia cztery lata. Biorąc pod uwagę fakt, że urodził się on w 1634 roku, a akcja ostatniej części trylogii Dumasa o muszkieterach dzieje się w 1661 r, to powinien mieć on co najmniej dwadzieścia siedem lat.

#### Pierwowzory czterech muszkieterów
Każdy z czwórki najsłynniejszego kwartetu przyjaciół ma swój historyczny pierwowzór. Oto one:
- D’Artagnan – Charles de Batz urodził się między 1611 i 1615 i zamek Castelmore pobliżu Lupiac, w Gaskonii. Nazwisko „d’Artagnan” przyjął od swojej matki Francoise de Montesquiou d’Artagnan i używał go jako przydomku czy też przezwiska. W 1640 r. przybył do Paryża, aby zostać muszkieterem. Został nim w roku 1644. Uczestniczył w zaślubinach Ludwika XIV z hiszpańską infantką Marią Teresą w Saint-Jean-de-Luz. Odniósł wiele spektakularnych zwycięstw w walce. Został później gubernatorem Lille, jednakże tęsknił za życiem żołnierza i wrócił do służby. Zginął podczas wojny w Holandii roku 1673 – trafiła go w gardło kula muszkietowa podczas oblężenia Maastricht. Nawet dziś nie znamy miejsca jego pochówku.
- Atos – Armand de Sillègue Autebielle Athos (lub Autevielle). Athos to nazwa wsi między Sauveterre-de-Bearn i Oraas na prawym brzegu Gave d'Oleron. Jego ojciec, Adrien de Seigneur Athos Sillègue poślubił Autebielle, córkę kupca i Jurat z Oloron-Sainte-Marie w Béarn, kuzyna hrabiego z Troisvilles. Z tego związku narodziło się dwóch synów. Młodszy Armand urodził się pomiędzy 1615 a 1620. Podobnie jak jego starszy brat Jean wstąpił do muszkieterów, którymi dowodził jego wuj Treville (Monsieur de Treville) na początku 1640. Zginął tragicznie w pojedynku 21 grudnia 1643 roku.
- Portos – Izaak Portau (lub Pourtau), urodził się w Pau. Jego ojciec – również imieniem Izaak – był niezwykle ważną osobą w okolicy, notariuszem i żarliwym hugenotem. Jako wdowiec (z pierwszego małżeństwa miał córkę), poślubił swoją drugą żonę, Annę Arrac Gan, córki ministra (pastora) protestanckiego. Z małżeństwa na świat przyszło troje dzieci, Isaac był najmłodszy. Ochrzczony został w Pau 2 lutego 1617 roku. 25 lat później, Isaac Portau został kadetem Gwardii królewskiej pana Essarts, pozostał w niej do października 1642 roku. Potem został muszkieterów króla na skutek ciężkich ran otrzymanych w bitwie (choć niektórzy historycy dowodzą, że ran nie było, a on je tylko upozorował). Jego kariera wojskowa była krótka, a 1650 r. przeszedł na emeryturę. Otrzymał funkcję strażnika w twierdzy Navarrenx, którą przyznał mu jego brat Jean. Nie znamy daty, ani miejsca jego śmierci, ale tradycja przypisuje ją do dworu w Lanne-en-Baretous (który był także domem rodziny Aramitz).
- Aramis – Henri Aramitz, urodził się około 1620 roku. Jego dziadek hugenot miał troje dzieci, z czego jedna, Mary, wyszła za Jeana de Peyre i została matką kapitana de Treville, a syn Karol ożenił się z Katarzyną Espalungue i stał się ojcem Herni'ego. Był podobnie jak Portos kuzynem pana de Treville, dołączył do muszkieterów królewskich w roku 1640. Pozostał wśród nich do roku 1646, kiedy gwardia ta została czasowo rozwiązana. Potem wrócił do rodzinnego Bearn i został kapłanem diecezjalnym (ale bez funkcji religijnych) w Dolinie Barétous. Ożenił się w 1650 roku z Jeanne de Béarn-Bonasse, miał z nią dwóch synów i dwie córki. Miejsce jego śmierci nie jest znane, ale nadal jest poszukiwane, a rok jego śmierci datuje się między 1673 a 1675.

## Ekranizacje

### Filmy aktorskie
- Trzej muszkieterowie (1921) – amerykański film niemy; występują Douglas Fairbanks jako d’Artagnan, Léon Bary jako Atos, George Siegmann jako Portos i Eugene Pallette jako Aramis.
- Trzej muszkieterowie (1921) – francuski krótkometrażowy film niemy; występują Aimé Simon-Girard jako d’Artagnan, Henri Rollan jako Atos, Charles Martinelli jako Portos i Pierre de Guingand jako Aramis.
- Trzej muszkieterowie (1922) – amerykański film niemy; występują Max Linder jako d’Artagnan.
- Żelazna maska (1929) – amerykański film niemy; występują Douglas Fairbanks jako d’Artagnan, Leon Bary jako Atos, Tiny Sandford jako Portos i Gino Corrado jako Aramis.
- Trzej muszkieterowie (1935) – amerykańska wersja; występują Walter Abel jako d’Artagnan, Paul Lukas jako Atos, Moroni Olsen jako Portos i Onslow Stevens jako Aramis.
- Trzej muszkieterowie (1939) – amerykańska wersja; występują Don Ameche jako d’Artagnan, Douglass Dumbrille jako Atos, Russell Hicks jako Portos i John 'Dusty' King jako Aramis.
- Człowiek w żelaznej masce (1939) – amerykańska wersja; występują Warren William jako d’Artagnan, Bert Roach jako Atos, Alan Hale jako Portos i Miles Mander jako Aramis.
- Trzej muszkieterowie (1948) – wersja amerykańska; występują Gene Kelly jako d’Artagnan, Van Heflin jako Atos, Gig Young jako Portos i Robert Coote jako Aramis
- Trzej muszkieterowie (1953) – wersja francusko-włoska; występują Georges Marchal jako d’Artagnan, Jean Martinelli jako Atos, Gino Cervi jako Portos i Jacques François jako Aramis
- Wicehrabia de Bragelonne (1954) – francusko-włoska wersja
- Trzej muszkieterowie (1961) – wersja francuska; występują Gerard Barray jako d’Artagnan, Georges Descrieres jako Atos, Bernard Woringer jako Portos i Jacques Toja jako Aramis. Film jest podzielony na dwie części:
  - cz. I – Diamentowe spinki królowej
  - cz. II – Zemsta Milady
- Człowiek w żelaznej masce (1962) – francuska komedia; występują Jean Marais jako d’Artagnan i Jean Francois Poron jako Ludwik XIV i Henryk Żelazna Maska.
- Trzej muszkieterowie (1966-1967) – brytyjski serial; występują Jeremy Brett jako d’Artagnan, Jeremy Young jako Atos, Brian Blessed jako Portos i Gary Watson jako Aramis
- Muszkieterowie – amerykańska trylogia Richarda Lestera, z tym, że pierwsza i druga część stanowią jedną całość, a trzecią nakręcono po piętnastu latach. Występują Michael York jako d’Artagnan, Oliver Reed jako Atos, Frank Finlay jako Portos i Richard Chamberlain jako Aramis:
  - Trzej muszkieterowie – Diamenty królowej (1973)
  - Czterej muszkieterowie – Zemsta Milady (1974)
  - Powrót muszkieterów (1989)
- Człowiek w żelaznej masce (1977) – brytyjsko-francuska wersja; występują Louis Jourdain jako d’Artagnan oraz Richard Chamberlain jako Ludwik XIV i Filip Żelazna Maska
- D’Artagnan i trzej muszkieterowie (1978) – radziecki 3-odcinkowy miniserial, pierwsza część rosyjskiej serii o muszkieterach; występują Michaił Bojarski jako d’Artagnan, Wieniamin Smiechow jako Atos, Walentin Smiernicki jako Portos i Igor Starygin jako Aramis
- Piąty muszkieter (1979) – amerykańska wersja; występują Beau Bridges jako Ludwik XIV i Filip Żelazna Maska, Cornel Wilde jako d’Artagnan, José Ferrer jako Atos, Alan Hale jr. Jako Portos i Lloyd Bridges jako Aramis
- Trzej muszkieterowie (1993) – amerykańska komedia wytwórni Walta Disneya; występują Chris O’Donnell jako d’Artagnan, Kiefer Sutherland jako Atos, Oliver Platt jako Portos i Charlie Sheen jako Aramis
- Trzej muszkieterowie dwadzieścia lat później (1993) – rosyjski 4-odcinkowy miniserial, druga część rosyjskiej serii o muszkieterach, z tą samą obsadą
- Tajemnica królowej Anny, czyli muszkieterowie 30 lat później (1994) – rosyjski 2-odcinkowy miniserial, trzecia część rosyjskiej serii o muszkieterach, z tą samą obsadą, co w poprzednich częściach
- Człowiek w żelaznej masce (1998) – amerykańska wersja; występują Nick Richert jako Ludwik XIV i Filip, William Richert jako Aramis i Aleksander Dumas, Edward Albert jako Atos, Rex Ryon jako Portos i Dennis Hayden jako d’Artagnan.
- Człowiek w żelaznej masce (1998) – amerykańska wersja; występują Leonardo di Caprio jako Ludwik XIV i Filip, Gabriel Byrne jako d’Artagnan, John Malkovich jako Atos, Gérard Depardieu jako Portos i Jeremy Irons jako Aramis
- Muszkieter (D’Artagnan) – amerykańska wersja; występują Justin Chambers jako d’Artagnan, Jan Gregor Kremp jako Atos, Steve Speirs jako Portos i Nick Moran jako Aramis; pochodzi z 2001 roku.
- D’Artagnan i trzej muszkieterowie (2005) – amerykańska wersja; występują Vincent Elbaz jako d’Artagnan, Heino Ferch jako Atos, Gregory Gadebois jako Portos i Gregori Derangere jako Aramis.
- Trzej muszkieterowie (2011) – amerykańska wersja; występują Logan Lerman jako d’Artagnan, Matthew Macfadyen jako Atos, Ray Stevenson jako Portos i Luke Evans jako Aramis
- Trzej muszkieterowie (2013) – 10 odcinkowy serial produkcji rosyjskiej, doczekał się również kinowej wersji

### Filmy animowane
- D’Artagnan i trzej muszkieterowie (znany też jako „Dogtanian i muszkieterowie) – serial animowany produkcji japońsko-hiszpańskiej, wyprodukowany w latach 1981-1982
- Powrót Dogtaniana – serial animowany, kontynuacja Dogtaniana i muszkieterów
- Dogtanian. W służbie króla – film animowany zmontowany z fragmentów serialu Dogtanian i muszkieterowie
- Dogtanian. Jeden za wszystkich, wszyscy za jednego – film animowany zmontowany z fragmentów serialu Powrót Dogtaniana
- Trzej muszkieterowie – serial wyprodukowany przez Hannę Barberę w latach 1968-1973
- Hanna Barbera przedstawia: Trzej muszkieterowie (1973) – film animowany, powstały na podstawie serialu produkcji Hanny Barbery
- Trzej muszkieterowie – serial anime
- Trzej muszkieterowie – film animowany wytwórni Golden Films z 1992 r.
- Albert, piąty muszkieter – brytyjsko-francuski serial animowany z 1993 r.
- Mickey, Donald, Goofy: Trzej muszkieterowie - film animowany z wytwórni Walta Disneya, luźno nawiązujący do powieści Dumasa, pochodzi z 2004 r.
- Barbie i trzy muszkieterki - film z serii przygód lalki Barbie, luźno nawiązujący do powieści Dumasa, pochodzi z 2009 r.
- Trzej muszkieterowie – film animowany produkcji australijskiej z 1986 r.
- Człowiek w żelaznej masce – film animowany produkcji australijskiej z 1985 r.
- Trzej muszkieterowie – krótkometrażowy film anime z 1993 r. (zrobiony w ramach serii „Skarbczyk najpiękniejszych bajek”).
- Trzech muszkieterów – komputerowy film animowany z 2007 r.
- Trzej muszkieterowie – komputerowy film animowany z 2009 r.
- Trzej myszkieterowie – krótkometrażowy film animowany Walta Disneya, którego główni bohaterowie to trzy ślepe myszki będące myszkieterami
- Trzej Smerfkieterzy – odcinek belgijskiego serialu animowanego Smerfy, jego fabuła nawiązuje zarazem do powieści Dumasa, jak i do sztuki „Romeo i Julia„
- Trzej muszkieterowie – odcinek japońskiego serialu anime Yattaman, luźno nawiązujący do powieści Dumasa
- Lilli i muszkieterowie – odcinek irlandzko-niemiecko-austriackiego serialu animowanego Lilli czarodziejka, w którym główna bohatera przenosi się w czasie i trafia do XVII-wiecznej Francji, gdzie zaprzyjaźnia się z czterema muszkieterami
- Trzej muszkiet-Warnerowie - odcinek amerykańskiego serialu animowanego Animaniacy w którym główni bohaterowie (rodzeństwo Warner: Yakko, Wakko i Dott) odgrywają rolę trzech muszkieterów i chronią króla Henryk III Walezego przez zamachowcem
- Szkoła myszkieterów oraz Dwaj myszkieterowie – dwa odcinki serialu Tom i Jerry, w których to myszki Jerry i Tuffy to myszkieterowie króla, a kot Tom jest gwardzistą kardynała
- Myszkieterowie – odcinek serialu „Szczenięce lata Toma i Jerry’ego”, gdzie kot Tom jest gwardzistą kardynała, zaś myszka Jerry szkoli myszkę Tuffy na królewskiego myszkietera
- Kaczor w żelaznej masce – odcinek serialu animowanego Walta Disneya „Kacze opowieści”, nawiązujący do powieści „Wicehrabia de Bragelonne” oraz wątku człowieka w żelaznej masce

### Filmy nawiązujące do serii o muszkieterach
- Córka d’Artagnana (1994) – francuski film kostiumowy
- Muszkieterka (2004) – znany też pod tytułami „Kobieta muszkieter” oraz „Valentine, córka d’Artagnana„
- Młode szpady (2001) – francusko-brytyjski film
- Muszkieterowie - nowe pokolenie (2005) – amerykański serial
- Skarb kardynała czyli powrót muszkieterów (2005) – nakręcona po latach czwarta część rosyjskiej serii o muszkieterach, z tą samą obsadą, co poprzednie części
- Muszkieterowie (2014) – serial wyprodukowany przez BBC, stanowiący luźną adaptację powieści Dumasa